# 尾張藩
尾張藩（おわりはん）は、尾張国一国を中心に、美濃国、信濃国等の一部（現在の愛知県西部、岐阜県南部、長野県木曽地域等）を治めた藩。版籍奉還後に定められた正式名称は名古屋藩（なごやはん）。藩庁は尾張国名古屋城（愛知県名古屋市）。藩主は徳川御三家の尾張徳川家。石高は61万9500石。親藩最大の大藩であり、諸大名の中で最高の家格を有した。

## 歴史

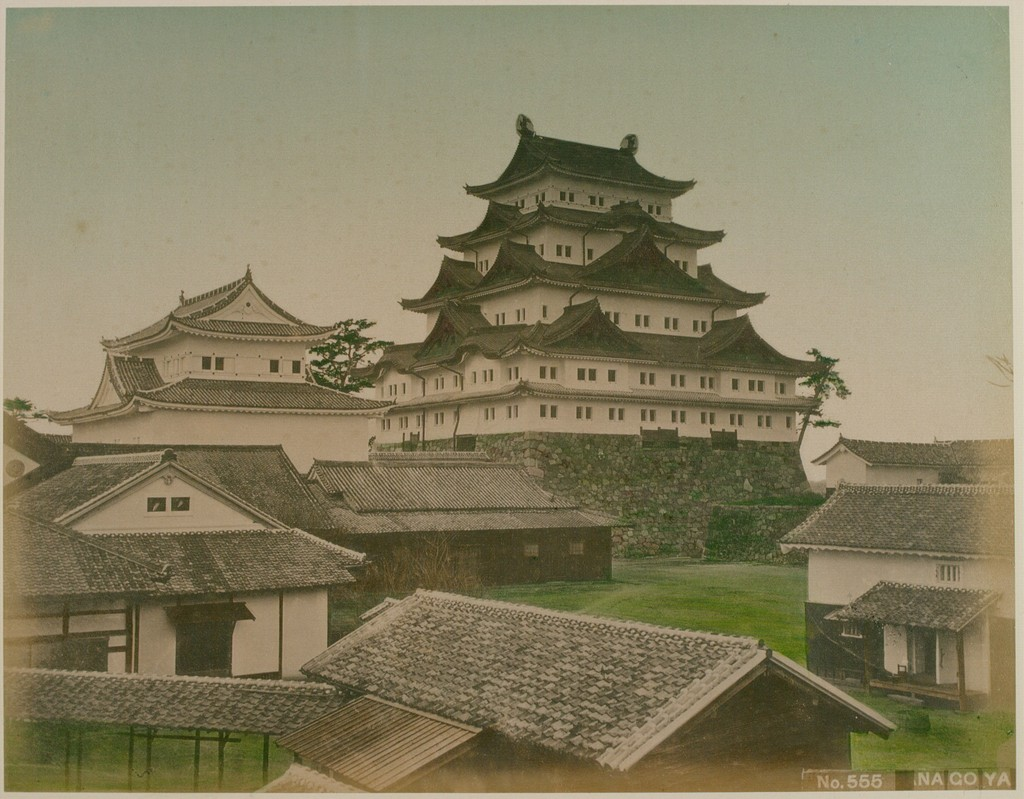
名古屋城（1880年代）

### 藩の前史
尾張は慶長5年（1600年）9月、関ヶ原の戦い終結まで清洲城主・福島正則が24万石で支配していた。戦功により福島正則は安芸広島藩に加増移封された。

### 藩史

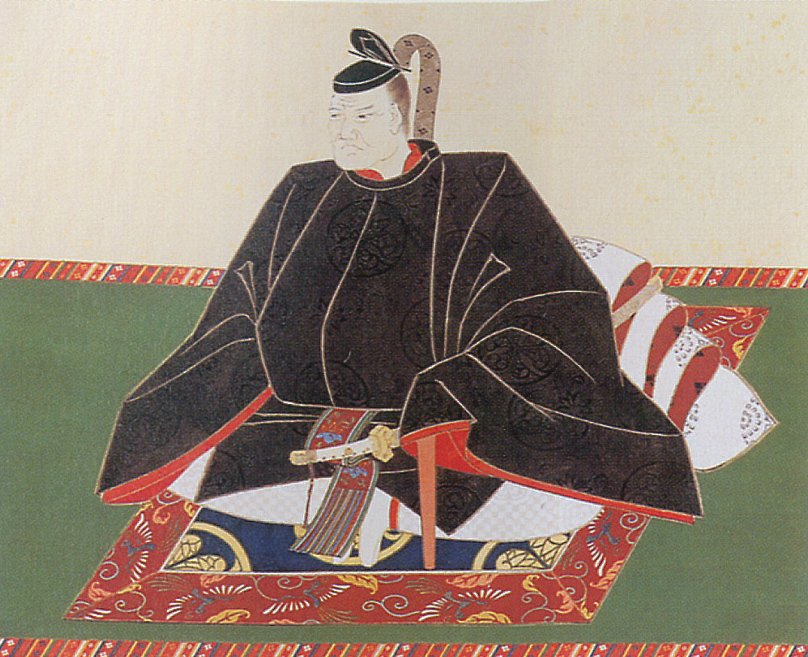
尾張藩初代藩主徳川義直

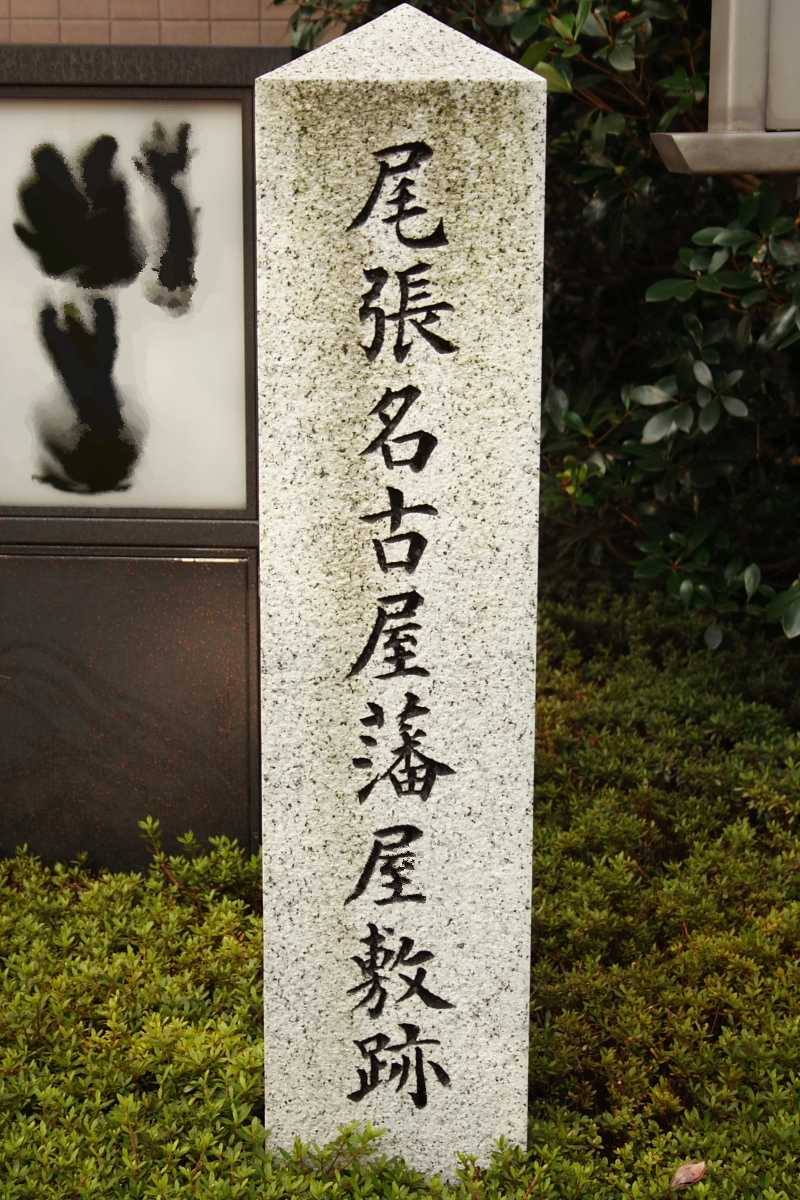
尾張名古屋藩屋敷跡（東京都千代田区）の石碑

関ヶ原の戦いの戦功（先陣）により徳川家康の四男・松平忠吉が入封（清洲藩、52万石）する。慶長11年（1606年）、家康の直轄領であった知多郡(知多半島）も忠吉に加増される。しかし慶長12年（1607年）に忠吉に嗣子がなく死去して天領となった。
代わって甲斐甲府藩から同じく家康の九男で忠吉の弟である徳川義直が47万2344石で入封し、清洲城から新たに築かれた名古屋城に移って（清洲越し）、ここに尾張藩が成立した。
藩領は随時加増されてゆき、元和5年（1619年）5月16日に56万3206石となった。さらに、寛文11年（1671年）紀伊徳川家との格差をつけて御三家筆頭の家格を示すため、給人領（渡辺半蔵はじめ16家1党に将軍の朱印状をもって与えられた知行地）5万石を加増され61万9500石の知行高が確定した。
領域は尾張のほぼ一国のほか、美濃・三河・信濃（木曽郡のヒノキ御用林）・近江・摂津と広範囲に跨って飛地が存在した。
中でも木曽の御用林から得られる木材資源は藩財政の安定に寄与する重要なものであった。また、表高こそ62万石弱であったが、新田開発を推し進めた結果、実高は100万石近くに達したといわれる。
財政には比較的余裕があったことから、領民には四公六民の低い税率が課されたという。
三河（加茂郡）や近江（蒲生郡）、摂津（川辺郡）にあったのは、すべて給人領である。
尾張藩は百姓一揆が、水戸（35件）や紀伊（30件）に比べ少なかった藩とされている。江戸時代を通じて尾張国内で21件の一揆が記録されている。
勝海舟は、『氷川清話』（明治31年、1898年）の中で「日本国中で、古来民政のよく行き届いたところは、まず甲州と尾州と小田原との三ヶ所」であるとし、尾張（尾州）については、「租税を軽うし、民力を養った」「織田信長の遺徳がいまだ人民に慕われている」「当時の善政良法が、今なお歴々として残っている」としている。

#### 初代
初代藩主・徳川義直は着任当初まだ幼少であったため、初期の藩政は家康の老臣たちによって行なわれたが、成長してからは義直自ら米の増産を目的とした用水整備・新田開発・年貢制度の確立などに務めて藩政を確立している。

#### 二代目
第2代藩主・徳川光友は寺社政策に尽力したが、寺社再建を行いすぎて藩財政が苦しくなり、藩札発行するも失敗して藩財政が苦しくなった。このため、光友以後の藩主は倹約令や上米などの財政改革を行なって藩財政を黒字にさせたりもしたが、天災なども相次いで藩財政は結局は悪化した。

#### 三代目
第3代藩主徳川綱誠は、実母の千代姫が3代将軍徳川家光の長女であった。それゆえ、御家門の中でも最も将軍家に近い存在であった。異母兄松平義昌は陸奥梁川藩3万石を得て大窪松平家として独立、同母弟松平義行は美濃高須藩3万石を得て四谷松平家として独立、異母弟松平友著は尾張藩内で家禄を得て川田窪松平家を称し、三つの分家御連枝ができあがる。

#### 四代目・五代目
第4代藩主・徳川吉通は、第6代将軍徳川家宣から高く評価され、家宣の子鍋松（後の徳川家継）が幼く政務に耐えられないと判断し、第7代将軍に就任するように要請されるほどの人格者であったが、家宣薨去1年後に25歳と言う若さで急死してしまう。
第5代藩主は、幼い徳川五郎太が継ぐも、数え年3歳で急死してしまい、家督は叔父である徳川継友が継承。

#### 六代目
第6代藩主・徳川継友は第7代将軍・徳川家継が重病に臥した際、第8代将軍候補の有力者であった。第6代将軍御台所の天英院の姪の近衛安己を婚約者に持ち、祖母が第3代将軍家光の長女であり、将軍家に最も近い存在であったからである。
しかし、同じ御三家の紀州藩主・徳川吉宗が将軍に就任した。その後、尾張徳川家は御三家で唯一、血統上で将軍を輩出することなく明治維新を迎えることとなる。第4代藩主徳川吉通は、「尾張は将軍位を争わず」と述べており、尾張藩では家訓として将軍位を継承することよりも、徳川家康より与えられた尾張藩を護ることのほうが大切であるとされていたためである。

#### 七代目

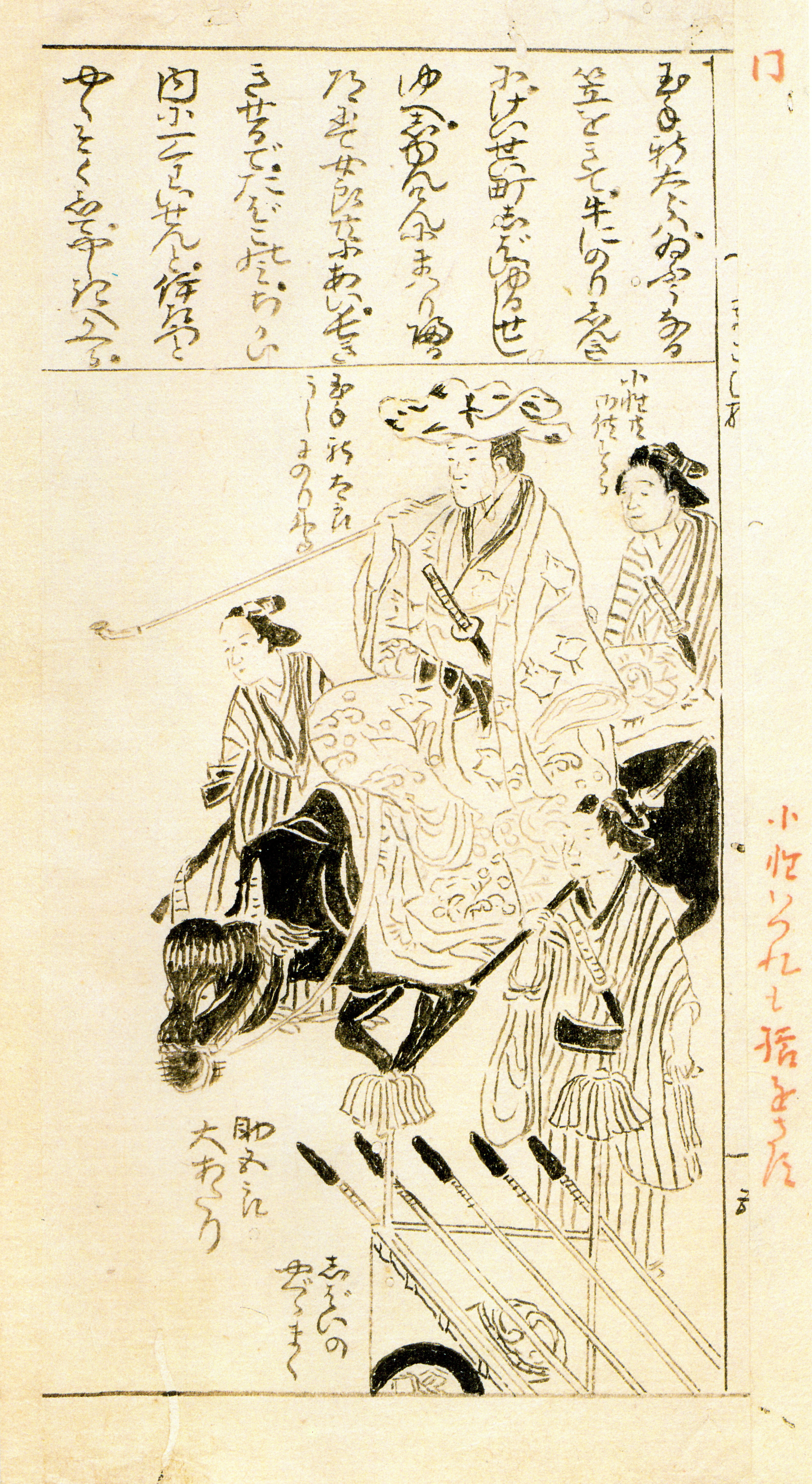
徳川宗春

歴代藩主で最も有名なのが、その継友の弟であり、第7代藩主となった徳川宗春である。仏教思想の法治政策として藩主時代は死刑禁止政策や罪人への寛容主義や性犯罪予防の夜間照明の女性保護政策がある。尾張藩内で花火大会とからくり人形を操作するロボット技術で徳川家康を崇拝する祭りが盛大に実施された。陶芸産業や毛織物産業など地場産業が保護されて日本国内の他国への販売先が増加した。名古屋に盛大な歌舞伎舞台小屋を建設するなど喫煙者の派手な風俗文化や歌舞伎風俗文化を築き、宗春は倹約を主とする江戸の幕閣の政策を批判した。名古屋東照宮祭りを盛大して尾張藩内での高麗人参の栽培や名古屋城下に芝居小屋や遊廓の設置を許可するなど、規制緩和政策を推進した。
これは江戸幕府の緊縮財政に対して真っ向から対立するものであった。
享保20年（1735年）に入ると幕府よりも5ヶ月早く遊興徘徊を禁じる令を出す。また、翌年の元文元年に行われた幕府の元文の改鋳によるインフレ政策に先立って、すでにインフレ状態にあった尾張藩内の引き締め政策を展開した。しかし、幕府より一手先を行く宗春の政策は幕閣に警戒感を与えてしまっていた。
丁度そのころは、幕府は朝廷が禁じた『大日本史』の出版を強行し、幕府と朝廷に緊張が走っていた。元文3年（1738年）朝廷が、反幕府の象徴的儀式である大嘗会を開くことになる。宗春と御付家老成瀬正泰が参勤交代で江戸に下向すると、もう一人の御付家老竹腰正武が、名古屋で宗春の政策をことごとく否定していた。そのために尾張藩内は少なからず騒乱状態となる。
翌年の元文4年（1739年）に、大嘗会に使いに出ていた使者が江戸に戻り将軍吉宗に報告すると、吉宗は病と称し引きこもってしまう。そして数日後、吉宗は、尾張藩内の騒乱状態を理由に宗春を隠居謹慎処分に処した。その日に、吉宗は朝廷の中心であった一条兼香に多額の献金をし、宗春の甥である二条宗基に諱の「宗」の字を与え、朝廷対策を打った。
尾張藩は初祖義直のころから朝廷との縁が深く、「王命に依って催さるる事」とされていた。朝廷は宗春を高く評価しており、宗春は朝廷と幕府の間に挟まれて隠居謹慎せざるを得なくなってしまった。

#### 八代目
宗春の後を継いで第8代藩主となったのは、従弟の徳川宗勝である。宗勝は宗春時代の藩政を改め、倹約令を中心とした緊縮財政政策を行ない、藩財政を再建する一方で、学問を意奨励して巾下学問所を創設した。

#### 九代目
第9代藩主・徳川宗睦は父・宗勝の政策を受け継いで財政改革を継続し、その治世は38年間におよんだ。
一時期は財政が好転したこともあったが、宝暦治水にもかかわらず庄内川の氾濫など、天災による被害を受けて財政が結局は悪化した。市中の富商56人から金5000両を調達し、幕府に2万両の公金拝借を願い出た。以後、財政難によりこの金策は繰り返されていくこととなる。なお、この宗睦の時代にも学問が奨励され、天明3年（1783年）には藩校・明倫堂が創設されている。
軍制改革も実施され、寛政5年には幕府の「海軍防備令」に即応した知多半島の防備を再編成し、上方の変事に対応する計画を策定した。更にこの作戦に応じた歩兵銃砲主体の編成を大番組・寄合組・馬廻り組を拡充させた。寛政11年（1799年）12月に宗睦は死去した。宗睦の実子は早世していたため、ここに義直以来の尾張徳川家の男系の血統は藩主家から断絶した。

#### 十代目
代わって寛政12年（1800年）1月に第10代藩主となったのは、一橋家から養子として迎えられた徳川斉朝である。
斉朝は、尾張藩第4代藩主徳川吉通の外孫である二条宗基の曾孫にあたり尾張徳川家の血を受け継いでいた。しかし、ここで尾張の男系血統は藩祖義直から断絶する。

#### 十一代目 - 十三代目
第11代藩主・徳川斉温や第12代藩主・徳川斉荘・第13代藩主・徳川慶臧らは、第11代将軍・徳川家斉の実子か、あるいは御三卿から迎えられた養子などであった（いずれも紀州藩主から将軍となった徳川吉宗の血統の一橋家の血筋）。
彼らは寿命や在任期間が短かったこともあったが、尾張に入国せずに江戸に在住することが多かったこともあって、藩政は停滞期に入り、藩財政は赤字になった。慶臧の継承により、尾張藩は幕府への財政依存が更に高まり、嘉永元年に米切手（藩札）の回収を条件に10万両が幕府から貸与されている。
このため、藩内では幕府迎合的で御三卿・徳川将軍家などからの養子を藩主に迎えて財政支援を期待する付家老などの江戸派に反対して、幕府からの藩政介入に反発し独立志向の金鉄党（尾張派、寛政軍革により拡充された大番組を中心として結成）を中心に藩主擁立運動が起こった。結局、将軍家御三卿系の養子は阻止された。

#### 十四代目 - 十六代目
支藩美濃高須藩から本家を継いだ幕末の第14代藩主・徳川慶恕（後の慶勝、血統としては水戸系）は、養子藩主時代の人事を一新し、財政改革にも一応の成功を収めている。
しかし安政5年（1858年）に将軍後継者問題・条約勅許問題などから一橋派に与して井伊直弼ら南紀派と対立し、この政争に敗れた慶勝は紀州家からの将軍擁立を妨害するために押しかけ登城を行ったことなどにより、直弼の安政の大獄によって強制的に隠居処分に処され、第15代藩主には慶勝の弟・徳川茂徳がなった。
だが、直弼が桜田門外の変で暗殺され、文久3年（1863年）9月13日には茂徳に代わり、慶勝の子・徳川義宜が第16代藩主となったため、慶勝は隠居として藩政の実権を掌握し、幕政にも参与して公武合体派の重鎮として活躍し尾張藩は藩主と元藩主の二重支配体制となり、第一次長州征伐の総督に立てられるなどした。慶勝は第二次長州征伐の総督にも任命されたが、辞退している。

#### 明治時代
明治維新
大政奉還後に慶勝は新政府の議定に任ぜられ、小御所会議で決定された辞官納地を慶喜に求める使者となっている。慶応4年（1868年）の鳥羽・伏見の戦いによって新政府と幕府の対立が明らかになると慶勝も新政府側につき、藩内の佐幕派は青松葉事件によって弾圧された。
鳥羽・伏見の戦いの後に明治新政府により東征軍が編成されると、前藩主徳川慶勝は東海道諸藩の触頭に任命され、佐幕色の強かった東海道譜代諸藩、代官、旗本、それと勤王側の在野の国学グループへ勤王誘引使を送り中立化へ動かして新政府軍の東海道通過を容易にした。
明治3年（1870年）には財政難に陥った支藩の高須藩を吸収。
廃藩置県
明治4年（1871年）7月14日の廃藩置県により廃藩し、名古屋県となった。その後、犬山県との統合、愛知県への改称、額田県との統合を経て、現在の愛知県となった。
廃藩置県後の、尾張徳川家の家政機関については、尾張徳川家#尾張徳川侯爵家を参照のこと。

## 歴代藩主一覧

### 徳川家（尾張徳川家）
| 代 | 名     | よみ     | 極位極官                          | 就封                                                                                     | 在任期間                            | 前藩主との続柄・備考                      |
| -- | ------ | -------- | --------------------------------- | ---------------------------------------------------------------------------------------- | ----------------------------------- | ----------------------------------------- |
| 1  | 義直   | よしなお | 従二位行権大納言                  |                                                                                          | 慶長12年-慶安3年 1607年 - 1650年    | 徳川家康 9男                              |
| 2  | 光友   | みつとも | 従二位行権大納言                  | 遺領相続                                                                                 | 慶安3年 - 元禄6年 1650年 - 1693年   | 先代の長男                                |
| 3  | 綱誠   | つななり | 権中納言従三位                    | 家督相続                                                                                 | 元禄6年 - 元禄12年 1693年 - 1699年  | 先代の長男                                |
| 4  | 吉通   | よしみち | 権中納言従三位                    | 遺領相続                                                                                 | 元禄12年 - 正徳3年 1699年 - 1713年  | 先代の9男                                 |
| 5  | 五郎太 | ごろうた | 無位無官 （死後、従三位参議追贈） | 遺領相続                                                                                 | 正徳3年（7月 - 10月） 1713年        | 先代の長男                                |
| 6  | 継友   | つぐとも | 権中納言従三位                    | 遺領相続                                                                                 | 正徳3年 - 享保15年 1713年 - 1730年  | 先代の叔父 （3代綱誠の11男） 養子         |
| 7  | 宗春   | むねはる | 権中納言従三位                    | 遺領相続                                                                                 | 享保15年 - 元文4年 1730年 - 1739年  | 先代の弟 （3代綱誠の19男） 養子           |
| 8  | 宗勝   | むねかつ | 権中納言従三位                    | 遺領相続（正式な相続ではなく、先代宗春謹慎に伴い没収の後、改めて藩主として指名する形式） | 元文4年 - 宝暦11年 1739年 - 1761年  | 2代光友の孫 （はじめ支藩の高須藩主） 養子 |
| 9  | 宗睦   | むねちか | 従二位行権大納言                  | 遺領相続                                                                                 | 宝暦11年 - 寛政11年 1761年 - 1799年 | 先代の2男                                 |
| 10 | 斉朝   | なりとも | 正二位行権大納言                  | 遺領相続                                                                                 | 寛政11年 - 文政10年 1799年 - 1827年 | 将軍家斉の甥 養子                         |
| 11 | 斉温   | なりはる | 従二位行権大納言                  | 家督相続                                                                                 | 文政10年 - 天保10年 1827年 - 1839年 | 先代の従兄弟 （将軍家斉の19男） 養子      |
| 12 | 斉荘   | なりたか | 従二位行権大納言                  | 家督相続                                                                                 | 天保10年 - 弘化2年 1839年 - 1845年  | 先代の兄 （将軍家斉の12男） 養子          |
| 13 | 慶臧   | よしつぐ | 権中納言従三位                    | 遺領相続                                                                                 | 弘化2年 - 嘉永2年 1845年 - 1849年   | 御三卿田安斉匡の7男 養子                  |
| 14 | 慶恕   | よしくみ | 権中納言従三位                    | 遺領相続                                                                                 | 嘉永2年 - 安政5年 1849年 - 1858年   | 支藩高須藩松平義建2男 養子                |
| 15 | 茂徳   | もちなが | 従二位行権大納言                  | 家督相続                                                                                 | 安政5年 - 文久3年 1858年 - 1863年   | 先代の弟 （支藩高須藩松平義建5男） 養子   |
| 16 | 義宜   | よしのり | 従三位行左近衛権中将              | 家督相続                                                                                 | 文久3年 - 明治2年 1863年 - 1869年   | 先代の甥 （14代慶恕の3男） 養子           |
| 17 | 慶勝   | よしかつ | 正二位行権大納言                  | 家督相続                                                                                 | 明治2年 - 1869年 -                  | 14代藩主慶恕が再承                        |

## 藩校
- 明倫堂 - 寛延2年（1749年）創立、現・愛知県立明和高等学校
- 洋学校 - 明治3年（1870年）創立、現・愛知県立旭丘高等学校

## 支藩・御連枝
支藩としては陸奥梁川藩と美濃高須藩がある。

### 梁川松平家（大窪松平家）
- 梁川藩（やながわはん）3万石（福島県伊達郡、1683年 - 1730年） - 4代松平通春が宗家断絶により尾張藩主徳川宗春になったため廃藩した。

親藩・御連枝　3万石
1. 義昌（よしまさ）〔従四位下、出雲守・少将〕　尾張藩主・徳川光友の子
2. 義方（よしかた）〔従四位下、出雲守・少将・侍従〕
3. 義真（よしざね）〔従四位下、式部大輔・侍従〕
4. 通春（みちはる）〔従五位下、主計頭・侍従〕　尾張藩主徳川綱誠の子　後、尾張藩主・徳川宗春となる

江戸上屋敷を四谷大窪に置いた。

### 高須松平家（四谷松平家）
- 高須藩（たかすはん）3万石（岐阜県海津郡、1700年 - 1870年） - 1870年に尾張本藩と合併された。10代藩主義建の男子は合わせて6人が高須藩を含めた諸藩の藩主の地位に就いた（尾張藩主・徳川慶勝（二男）、浜田藩主・松平武成（三男）、尾張藩主・徳川茂徳（五男、最初は11代高須藩主松平義比）会津藩主・松平容保（七男）、桑名藩主・松平定敬（九男）、13代高須藩主松平義勇（十男））。江戸屋敷は四谷に所在した。

1. 義行（よしゆき）〔従四位下、左近衛権少将兼摂津守〕　尾張藩主・徳川光友の子・母は3代将軍徳川家光の長女千代姫
2. 義孝（よしたか）〔従四位下、左近衛権少将兼摂津守〕 尾張藩主・徳川綱誠の子。叔父義行の養子となる
3. 義淳（よしあつ）〔従四位下、左近衛権少将兼摂津守〕→尾張藩主・徳川宗勝となる。 川田窪松平友著の嫡男。義孝の養子となり、後に尾張藩8代藩主となる。
4. 義敏（よしとし）〔従四位下、左近衛権少将兼中務大輔〕
5. 義柄（（よしとも）〔従四位下、侍従兼摂津守〕→ 尾張藩主・徳川宗睦の養子となり徳川治行となる。
6. 義裕（よしひろ）〔従四位下、左近衛権少将兼摂津守〕
7. 勝当（かつまさ）〔従四位上、左近衛権少将兼弾正大弼〕
8. 義居（よしすえ）〔従四位下、左近衛権少将兼摂津守〕　一橋家・徳川治済の子。
9. 義和（よしより）〔従四位下、左近衛権少将兼中務大輔〕　水戸藩主徳川治保の子。
10. 義建（よしたつ）〔従四位下、左近衛権少将兼摂津守〕
11. 義比（よしちか）〔従四位下、左近衛権少将兼摂津守〕→尾張藩主・徳川茂徳となる。
12. 義端（よしまさ）〔早世のため無位無官〕
13. 義勇（よしたけ）〔従五位〕
14. 義生（よしなり）〔従五位〕

### 川田窪松平家
- 徳川光友の十一男・松平友著が元禄6年（1693年）、5000石を内分される。翌元禄7年（1694年）にはさらに1万石を内分され、正徳元年（1711年）に分家独立する。市ヶ谷川田窪に江戸屋敷を構えた。定府。享保17年（1732年）、子の松平友淳が高須松平家を継ぎ断絶。

1. 松平友著（ともあき）〔従五位下、但馬守〕　尾張藩主・徳川光友の庶子
2. 松平友淳（ともあつ）〔従五位下、但馬守〕→高須藩主・松平義淳→尾張藩主・徳川宗勝となる。

## 家臣団

### 尾張藩家臣団の形成
尾張藩の家臣団は、将軍徳川家康・秀忠の命によって幕府から附属された重臣（幕下御附属衆）を中心に、義直が駿府城にいた幼少期から仕えた者（初後御部屋附衆・駿河詰衆・駿河新参衆）に、義直の女系親族関係者（外戚家・勝臣衆）、甲斐出身で甲府藩主時代の義直に従った者（御朱印衆）、尾張に転封された際に従った清洲藩主松平忠吉の遺臣（甚太郎衆・忍新参衆・清洲新参衆・尾張衆）、義直の傅役（御附家老）として転封直後の藩政を執ったが無嗣断絶した平岩親吉の旧臣（弓削衆）が合流し、さらに家康の死後、義直が尾張に入部して自ら藩政を執るようになって以降に召し抱えた者（元和新参衆、瑞公御部屋新参衆、慶安以後新参衆）を加えて形成された（括弧内は尾張藩の藩命で編纂された藩士系図集『士林泝洄』による分類。）。
幕下御附属衆は16氏を数えるが、成瀬、竹腰、渡辺、石河、山村、千村の6氏の本宗家は代々将軍に拝謁する資格を所持し、拝謁資格のない他氏（御附属列衆。滝川氏など）と区別された。
幕下御附属衆のうち所領が万石未満の山村甚兵衛家および千村平右衛門家は、尾張藩に附属された後も山村家が木曽代官として幕府の管轄する福島関所を預かり、千村家が信濃国伊那郡と遠江国船明の幕府領を預かっていたことから、幕府と尾張藩に両属の特別な地位にあった。この2家は江戸に屋敷を与えられて大名や交代寄合のように家族を証人として江戸に置き、将軍の代替わりや家督相続時に参府して将軍に謁見した。他方、尾張藩においては城代格の大寄合とされており、隠居後に幕府の了解を得て年寄（家老）に登用された山村良由を例外として年寄等の藩政上の役職に就任することはなかった。

### 家格と役職
家臣団の身分秩序は、(1)万石以上、(2)諸大夫、(3)老中列以上、(4)大寄合以上、(5)御用列以上、(6)千石以上、(7)礼劔、(8)物頭、(9)騎馬役以上、(10)規式以上、(11)五十人以上、(12)徒以上の12格が設けられていた。(10)規式以上から上の格が藩主に謁見できる御目見以上であり、このうち(1)万石以上から(4)大寄合以上までが騎馬役を同心として附属される同心頭を務める家老級の重臣で、年寄や城代の役職についた。
年寄は別名を老中といい、藩外に対しては家老と称した。成瀬氏の本宗家（成瀬隼人正家）と竹腰氏の本宗家（竹腰山城守家）の当主は、病死した平岩親吉に代わって慶長17年（1612年）に徳川家康によって尾張藩の執政に任じられた成瀬正成と竹腰正信以来年寄の上席の地位を常に占めており、「両家年寄」と称した。この両家がいわゆる御附家老である。両家の下に所領が1万石以上である渡辺飛騨守（半蔵）家、石河伊賀守家、志水甲斐守家（外戚家・義直の母お亀の方の生家）があり、この3家から年寄に就任した場合は「万石以上年寄」と称して、5家以外から登用された年寄よりも上席とされた。

### 家臣団に対する給知
尾張藩の家臣団に対する知行割は、義直が名古屋城に入部してから元和3年（1617年）と元和6年（1620年）の二度にわたってすべての藩士に給知の黒印状を発給したことで確立した。給知は石高制による地方知行であるが、初期から1村の相給が広く行われて所領の分散性が高く、知行主の所領に対する領主権は年貢収取権に抑えられ、支配権は微弱なものであった。
寛文元年（1661年）、藩財政の悪化により、尾張藩は世禄制を撤廃し、万石以上の5家と山村甚兵衛家および千村平右衛門家を除く藩士が子孫に相続する際に、禄高を減らして相続を認める減禄制を採用した。しかし、これによる藩士の窮乏が著しく、衰微断絶に至った家も少なくなかったことから、138年後の寛政11年（1794年）に世禄制を復活させた。

### 重臣

#### 両家年寄
- 成瀬家（成瀬隼人正・尾張犬山3万5千石・幕下御附属衆）維新後男爵（のち子爵）
徳川家康に仕えて駿府城で老中を務めた成瀬正成が駿府における義直の傅役・家老に任じられ、平岩親吉の死後に尾張藩執政の地位と犬山城を引き継いだ。維新後尾張藩から独立（犬山藩）[16]。
成瀬正成 - 正虎 - 正親 - 正幸 - 正泰 - 正壽 = 正肥（青山忠良の三男）
- 竹腰家（竹腰山城守・美濃今尾3万石・幕下御附属衆）維新後男爵
義直の異父兄竹腰正信が徳川家康に召し出されて義直に附属され、平岩親吉の死後に成瀬正成と並んで執政に任じられた。維新後尾張藩から独立（今尾藩）[16]。
竹腰正信 - 正晴 - 友正 ＝ 正映（正信の三男正辰の長男） ＝ 正武（石川章長の四男） ＝ 勝起（徳川宗勝の五男） - 睦群 - 正定 - 正富 ＝ 正舊（三宅康直の四男）

#### 万石以上年寄
- 渡辺家（渡辺飛騨守（半蔵）・三河寺部1万4000石→1万石・幕下御附属衆）維新後男爵
武蔵国で4000石を領していた三河譜代の渡辺守綱が義直に附属され、尾張・三河で1万石を加増。3代治綱が万石以上から初めて年寄に登用された[17]。
渡辺守綱 - 重綱 - 治綱 - 宣綱 ＝ 定綱（重綱の七男長綱の二男） - 直綱 ＝ 綱保（定綱の三男） - 綱通 ＝ 綱光（松平乗穏の二男） ＝ 規綱（松平乗友の二男） - 寧綱 - 綱倫 - 綱聡
- 石河家（石河伊賀守・美濃駒塚1万石・幕下御附属衆）維新後男爵
竹腰正信の異父弟である石川光忠は父が関ヶ原の戦いで西軍について失領したが、母の縁で徳川家康に召し出されて1万石を与えられ、異父弟の義直に附属された。分家への分知により所領が万石を割るが、3代章長から年寄に就任するようになり、4代正章が万石以上の格式を与えられた[18]。
石川光忠 - 正光 - 章長 - 石河正章 - 忠喜 ＝ 光當 - 光籌 ＝ 光豊 - 光茂 - 光晃
- 志水家（志水甲斐守・尾張大高1万石・外戚家）
元は石清水八幡宮の社人で、徳川義直の母お亀の方の生家。平岩親吉の死後にお亀の方の兄志水忠宗が義直に召し出され、1万石を与えられた。2代忠政から年寄に就任[19]。
志水忠宗 - 忠政 - 忠継 - 宗秀 - 忠休 ＝ 忠梁 - 忠如 - 忠珍 - 忠喬 - 忠受 - 忠勤 ＝ 忠厚 ＝ 忠受（再襲） - 忠賢 - 忠平

#### 大寄合上座
- 山村家（山村甚兵衛・美濃久々利・中津川5700石・幕下御附属衆）
木曽氏の旧臣で、関ヶ原の戦いで徳川家康に従って功績を挙げたことから美濃に所領を与えられるとともに幕府領の木曽谷を代官として預かり、福島に代官屋敷を構えた。大坂の陣終結後に徳川家康が木曽を義直に加増した後も引き続き木曽代官を務めたが、同時に幕府の管轄する福島関所を預かり、幕府と尾張藩に両属した[9]。
山村良勝 - 良安 - 良豊 - 良忠 - 良景 - 良及 - 良啓 - 良由 - 良喬 - 良熙 - 良祺 - 良醇
- 千村家（千村平右衛門・美濃久々利4400石・幕下御附属衆）維新後木曽に復姓
木曽氏支流で、山村家と同じく関ヶ原の戦いの功績で美濃に所領を与えられるとともに天竜川流域の榑木改役として信濃国伊那郡と遠江国奥山の幕府領を預かった。山村家とともに尾張藩への転属を命ぜられたが、伊那郡の幕府領預かりと遠江の榑木改役を引き続き務めることを願い出て許され、幕府と尾張藩に両属した[9]。
千村良重 - 重長 - 基寛 - 仲興 - 仲成 - 政成 - 政武 - 頼久 - 頼房 - 仲雄 - 仲泰 - 仲展

#### 年寄
- 滝川家（尾張稲島6000石→4000石→3000石・御附属列衆）
旧姓木全氏、元滝川一益重臣。一益の改易後、秀吉・家康・秀忠に仕え、家康の遺命により徳川義直に附属して両家以外で最初の年寄に任命された[18]。
滝川忠征 - 時成 - 征成 = 時令 = 善成 = 忠栄 - 忠厚 = 忠暁 - 忠據 - 忠雄 - 忠挙
- 阿部家（尾張瀬部8000石→4000石・甚太郎衆）
三河譜代。阿部正勝の三男（岩槻藩主阿部正次の弟）正與が若年から松平忠吉に仕えて清洲藩家老を務めた後、尾張藩に入封した義直に仕えて年寄に任命された[20]。
阿部正與 - 正致 - 正治 = 正寛 - 正恭 = 正茂 - 正嘉 - 正長 - 正信 - 正直 - 正傷
- 寺尾家（尾張蟹江8000石→1500石・忍新参衆）
伊予国出身で忍城主時代の松平忠吉に仕えた寺尾正俊の子直政が義直の小姓から年寄に抜擢されて8000石を与えられた。直政が義直に殉死した後、養子直龍（成瀬正虎の次男）は1万石に加増されたが乱心し、所領を大幅に削られた[21]。
寺尾正俊 - 直政 = 直龍 - 就実 - 好実 = 実延 - 実隆 - 実専 - 実備 - 実方 - 孫十郎
- 間宮家（間宮大隈・尾張日長4300石→改易→300俵・駿河新参衆）
後北条氏家臣間宮氏の一族で三河国渥美郡に所領を持ち徳川家に仕えた旗本間宮之等の弟正照が駿府城時代の義直の小姓として召し出され、年寄に登用されたが、嫡男の正像のとき他藩の者と無許可で縁組したことを咎められて改易された。その嫡男正喬が召し返されて家禄300俵を与えられた[22]。
間宮正照 - 正像 - 正喬 - 正奉 -
- 長野家（尾張石浜4000石→1200石・駿河新参衆）
旧姓矢野氏。元後北条氏家臣の子である政成が駿府城時代の義直に召し出され、年寄まで昇進して4000石に加増された[23]。
長野政成 - 政武 = 祐重 = 祐久 - 祐軌 = 祐武 -
- 大道寺家（藩内2000石→4000石→3500石・清洲新参衆）
後北条氏家老大道寺政繁の次男直重が関ヶ原の戦いの後に松平忠吉に召し出され、その死後義直に仕えた。直重の子直時以来、代々年寄を輩出して加増された[24]。
大道寺直重 - 直時 - 直治 - 直秀 - 直澄 = 直長 - 直方 - 直寅 - 直良 - 直近
- 山澄家（尾張大草5000石→4000石・瑞公御部屋新参衆）
伊勢国国司北畠の末裔である浪人川方宗成の子英龍が小姓として召し出され、義直の嫡子光友に仕えてその家督相続後に年寄まで累進した[25]。
山澄英龍 - 英重 ＝ 英貞 ＝ 龍豊 - 龍明 - 豊尚 ＝ 龍騰 - 豊功 - 豊刊
- 成瀬豊前守（大膳）家（藩内5000石→3500石・幕下御附属衆成瀬家分家）
元は松平忠吉の家臣で、義直・光友に小姓として仕えた鈴木資景が藩命で成瀬正虎から成瀬姓を授かって改姓し、年寄まで累進した[26]。
成瀬正景 - 正冬 - 正苗 = 正喜 - 　  - 正植 - 正心
- 成瀬吉左衛門（内記）家（藩内3000石→1800石・幕下御附属衆成瀬家分家）
成瀬正成の弟正則が家康の命により義直に仕え、その嫡男長則が年寄に登用された[27]。
正則 - 長則 - 長勝 - 長貞 - 正為 - 喬長 - 喬治 - 正敦 - 信平
- 成瀬織部（半太夫）家（尾張古見1500石→4000石・幕下御附属衆成瀬家分家）
成瀬正則の次男、正信が召し出されて1500石を与えられ、代々年寄を輩出して加増を受けた[27]。
成瀬正信 - 正惟 - 正明 - 正恕 - 半太夫 - 半太夫 - 半之丞 - 半太
- 渡辺半十郎（新左衛門）家（藩内1500石→2000石・幕下御附属衆渡辺家分家）
旗本渡辺秀綱（守綱の弟政綱の長男）が義直に附属され、その次男景綱が年寄まで累進した[17]。幕末の在綱は年寄に就任したが青松葉事件で粛清された[28]。
渡辺秀綱 - 景綱 - 相綱 - 元綱 - 久綱 ＝ 綱忠 - 董綱 - 半十郎 - 維綱 - 在綱
- 鈴木家（藩内4000石→3000石・初後御部屋附衆）
平岩親吉の旧臣。鈴木重之が義直の寵愛を受けて小姓に取り立てられ、寺尾直政とともに殉死。家督を継承した嫡男重長が年寄に登用された[29]。
鈴木重之 - 重長 = 明雅 = 重章 -
- 野崎家（藩内2000石→1000石・元和以後新参衆）
公家の広橋家支流。内大臣広橋兼勝の孫兼供が義直に小姓として召し出されて野崎に改姓し、年寄まで累進した[30]。
野崎兼供 - 兼明 -  兼林 - 鎌央 -
- 寺西家（藩内1000石→300石・忍新参衆）
松平忠吉に仕えて1000石を与えられた寺西昌吉の曾孫雅矩が年寄に登用されたが、嫡男雅宣の早世後後継者を欠いて家格を落とした[31]。
寺西昌吉 - 秀昌 - 昌勝 - 雅矩 - 雅宣 = 雅矩（再勤） = 昌豊 = 昌凭 -
- 織田家（藩内4000石・慶安以後新参衆）
織田信長の曾孫（信長の九男信貞の孫）貞幹が3代藩主綱誠の家督相続前に小姓として召し出され、年寄まで累進した[32]。
織田貞幹 - 長恒 - 貞辰 - 信傅 - 信庸 - 信建 - 信重
- 石川家（藩内1500石→1000石・甚太郎衆）
東条松平家の家臣で、忠吉を経て尾張藩に1500石で仕えた。氏昭が光友附きの年寄に取り立てられた[33]。
石川信光 - 吉信 - 成信 = 昭成 - 氏昭 - 昭成 - 昭嘉 -
- 中条家（藩内4000石→1500石・慶安以後新参衆）
公家の樋口家支流で江戸幕府高家旗本の中条家同族。中納言樋口信康の三男康満が叔母が光友の側室であった縁から小姓として召し出され、光友の隠居後に光友附きの年寄に取り立てられた[34]。
中条康満 = 康英 = 乗康 = 康篤 = 康多 -
- 玉置家（藩内3000石→1000石・御附属列衆）
紀伊国熊野の国人で、近江国蒲生郡で3000石を領していた玉置小平太が家康の命で尾張藩に附属された。本家は断絶するが、別家して津田を称していた直連が光友附きの年寄に取り立てられ、のちに玉置に復姓した[35]。
小平太 = 直次 - 嘉季 - 直連 - 小平太 -
- 石河（西）家（西石河家・藩内1000石・幕下御附属衆石河家分家）
石河光忠の三男忠昌が長兄正光から1000石の分知を受けて分家し、養子正相（正光の次男）が年寄に登用された[18]。
石河忠昌 = 正相 - 興利 =  正茂 = 祥昌 - 祥久 - 當厚 - 當頭 - 當博 - 正基
- 奥田家（藩内3000石→1200石・甚太郎衆）
同心の家柄出身の奥田忠雄が綱誠の小姓に召し出され、年寄にまで出世した[36]。
奥田忠雄 = 仲雄 = 智雄 -
- 津田家（津田太郎左衛門・藩内1000石→1500石・御附属列衆）
清洲三奉行織田藤左衛門家の子孫。織田信張の曾孫津田知信が家康に召し出されて義直に附属され、その孫高寛が年寄に登用された[37]。
津田知信 - 信正 - 高寛 - 寛当 - 信周 -
- 津田家（津田縫殿・藩内3000石→3500石・尾張衆）
織田信長の叔父信康の子孫。信康の孫津田信益の娘（貞松院）が義直の側室となった縁で信益の孫（貞松院の甥）直信が小姓に召し出され、その孫秉文が年寄に登用された[38]。
津田直信 - 英信 - 秉文 - 信延 = 信尹 -
- 河村家（藩内4000石→2000石・駿府新参衆）
井出氏（御朱印衆）出身の方秀が縁戚の河村家（河村秀根の家系）に養子入りして綱誠の小姓に召し出され、年寄にまで出世した[39]。
河村方秀 - 永秀 = 品秀 -
- 庵原氏（藩内3000石→200石・瑞公御部屋新参衆）
駿河出身の小嶋守親が成瀬正虎に招かれて尾張藩士となり、その嫡男守治が光友の小姓に召し出された。跡を継いだ外孫の志が年寄にまで出世するが、隠居後に跡継ぎの急死が続き、家禄を減らした[40]。
小嶋守親 - 守治 = 庵原志 = 守𣴎 =  守賢 - 守浮 = 志（再勤） = 新九郎 -
- 渡辺半九郎（源太左衛門）家（藩内1500石・幕下御附属衆渡辺家分家）
旗本渡辺成綱（守綱の三男）の後を継いだ綱久（守綱の二男宗綱の二男）が所領を返上して隠遁したが、その嫡男顕綱が光友に1500石を与えられて尾張藩に召し抱えられ、年寄まで累進した[17]。
渡辺顕綱 - 富綱 - 年綱 ＝ 豊綱 - 愷綱 - 壽綱 - 半九郎
- 横井三太夫家（藩内4000石→1500石・尾張衆）
後掲の祖父江横井家の庶流の時房が綱誠の庶子継友の小姓に召し出され、継友が甥の五郎太の死去により藩主になると側寄合に取り立てられて4000石に加増された。その嫡男時芳が年寄となる[41]。
横井時房 - 時芳 = 時式 -
- 星野家（藩内5000石→800石・弓削衆）
国奉行星野則章の三男則昔（藤馬、織部）が綱誠の庶子宗春の小姓に召し出され、宗春が藩主になると奥組から用人、側同心頭を経て年寄に取り立てられて5000石に加増されたが、宗春の失脚を受けて隠居、養子則茂に800石のみの相続を許された[42]。
星野則昔 = 則茂 -
- 生駒家（尾張小折3000石→4000石・尾張衆）
尾張国丹羽郡の国人領主で、織田信忠・信雄兄弟の生母生駒夫人（織田信長側室）の生家。信長以来代々の尾張領主に仕えて本領を維持し、18世紀後半から年寄を輩出した[43]。
生駒利豊 = 利勝 - 宗勝 - 致長 - 致稠 = 周房 - 周邑 - 周詢 - 周武 - 周晃 - 周行
- 遠山家（尾張西之口1000石→3000石・忍新参衆）
後北条氏重臣江戸遠山氏の直景の妻が義直の乳母であったことから直景の次男景吉が駿府時代の義直に仕えた。18世紀後半から代々年寄を輩出するようになり、加増された[44]。
景吉 - 遠景 - 景信 = 景正 - 景明 - 景供 - 景慶 -
- 横井家（尾張赤目5800石→4000石・尾張衆）
尾張国海西郡の国人領主で、北条時行の末裔を称する。宗家の赤目横井家を始めとする一族で1万石弱の所領を有し、代々の尾張領主に仕えた[41]。当初は検地を免除されるなど独立性が強かった[45]が、18世紀後半から年寄を輩出した。
横井時泰 - 時安 - 時峰 - 時盛 = 時真 - 時尹 - 有時 - 時宣 - 時保
- 鏡島家（藩内1300石・幕下御附属衆石河家分家）
石河章長の次男正信が石河氏の先祖の領地にちなんで加賀島（のちに鏡島）を称して別家。正信は宗睦の傅役に任じられて1300石を与えられ、その婿養子正英（生駒周房の弟）が年寄に登用された[18]。
加賀島正信 = 鏡島正英（仲益） = 当辰 - 養正 - 正晋 - 正鶴
- 下条家（藩内1500石→2500石・駿府新参衆）
徳川家康の侍女の甥である下条正明が義直の誕生直後に小姓として附属されて1500石を与えられた。18世紀後半から代々年寄を輩出するようになり、加増された[46]。
下条正明 - 正春 = 孝正 - 孝典 = 正員 -
- 間宮家（間宮外記・藩内1000石→3000石・駿河新参衆）
尾張藩年寄間宮正照の兄之等が三河畠の所領を返上して隠遁した後、その嫡男の正等が尾張藩に召し出された[22]。19世紀に年寄を出すようになり、3000石に加増。
間宮正等 - 之政 - 之峯 - 之惟 - 正業 - 正統 - 正萬
- 五味家（藩内1000石・元和以後新参衆）
義直に取り立てられた新参家系から五味真秀が吉通の小姓に召し出されて側用人に出世し、1000石を与えられた[47]。19世紀前半の文政年間に年寄を輩出。
五味真秀 - 真堯 -
- 高橋家（300俵→藩内1200石・弓削衆）
家康の八男（義直の同母兄）で平岩親吉養子の仙千代に附属され、その夭折後に親吉家臣を経て尾張藩士になった家系。第3代の麻雅が寺社奉行まで出世して加増された[48]。19世紀前半の天保年間に年寄を輩出。
高橋正盛 - 信精 - 麻雅 -
- 高木家（高木八郎左衛門・藩内400石→1500石・忍新参衆）
下掲する知多郡先方三人衆高木家の別家。高木吉任の嫡男吉近が病のため家督相続を辞退して400石を与えられ、その嫡男秀矩が御側大寄合（側用人）まで出世して加増された[49]。天保年間に年寄を輩出。
高木一吉 - 吉任 - 吉近 - 秀矩 = 秀久 - 秀縄  -
- 中西家（藩内300石→1000石・元和以降新参衆）
島原藩主松倉氏の旧臣で主家の改易後に召し抱えられ、3代勝続が寺社奉行まで出世して加増された[50]。天保年間に年寄を輩出。
中西勝武 - 勝栄 = 勝続 =
- 佐枝家（藩内2000石→1000石・弓削衆）
平岩親吉の重臣。仙千代の乳母の子である佐枝種長が仙千代に出仕し、その夭折後にそのまま平岩家に仕えた。親吉の死後、その旧臣を同心として預かった成瀬家の同心組頭となる[51]。19世紀に28年の長期間に渡って江戸藩邸定詰を務めた種武が年寄まで登り詰めたが、藩主慶勝に排斥された[52]。
佐枝種長 - 種定 - 種次 = 種輝 - 種朝 - 　  - 種武 - 種栄
- 肥田家（尾張猪子石2000石→1000石・駿河新参衆）
美濃土岐氏支流肥田氏の庶流で代々孫左衛門を称する家系の忠重が家康に召し出されて義直に附属され[53]、幕末に忠篤が慶勝によって年寄に抜擢された[52]。
肥田忠重 - 忠勝 - 忠興 - 忠寅 - 　  = 忠篤
- 水野家（尾張河和1460石・駿河新参衆）
知多郡河和城主戸田氏の子孫。光康が母が水野信元の娘であった縁で水野姓を称し、関ヶ原の戦いの後に旧領河和に復帰して義直に附属された。3代伊頼から名古屋に出府して藩の役職に就き、幕末に康功が年寄に登用された[54]。
水野光康 - 政康 - 伊頼 - 康寛＝康村（康寛の甥） - 康友 - 康般 - 康民 -  康功 - 康年
- 滝川又左衛門家（藩内1000石・御附属列衆滝川家分家）
滝川忠征の末子忠尚が父の死後、隠居料1000石を与えられて分家した[18]。忠栄が本家の名跡を相続したため絶家したが、忠栄の孫の忠暁が四男忠貫に1000石を分与して再興[55]。忠貫は幕末に年寄に任じられた。
滝川忠尚 - 忠周 = 忠栄 = 忠貫
- 千賀家（尾張師崎1400石・清洲新参衆）
元佐治氏重臣で徳川氏に水軍として仕え、関ヶ原の戦いの後に旧領知多郡師崎に復帰し、知多郡が松平忠吉に加増されたときに転封を辞退して忠吉、継いで義直に附属された。尾張藩では船奉行と篠島・日間賀島代官を世襲[56]。幕末に信立が初めて年寄に登用された。
千賀信親 - 貞信 - 信直 - 信賢 - 著信 - 方信 - 武信 - 補信 - 信立
- 佐藤家（藩内1200石・忍新参衆）
松平忠吉の旧臣で200石の同心の家から召し出された忠盈が国用人まで出世して1200石に加増された[57]。幕末に年寄を輩出。
佐藤忠盈 - 具忠 -
- 田宮家（藩内300石）維新後男爵
『士林泝洄』に系譜の収録されていない家系。田宮半兵衛（翼）の養子弥太郎（篤輝）が慶勝の信任を受けて側用人に抜擢された。一度は隠居して田宮如雲と改名するが再起用され、大政奉還後の慶応3年（1867年）末に年寄に任命された[58]。
田宮翼 = 篤輝 - 兵治

#### その他の家臣
- 石河（中）家（中石河家・藩内2000石→1500石・幕下御附属衆石河家分家）
石河光忠の次男宗直が兄正光から2000石の分知を受けて分家[18]。
石河宗直 - 宗令 - 宗幸 - 邦命 - 直澄 - 直秩 - 好生 - 賢綱
- 山村甚左衛門家（藩内500石→1500石・幕下御附属衆山村家分家）
山村良豊の三男良房が綱誠に召し出されて500石を与えられ、子孫が加増を受けた[59]。
山村良房 - 良盛 - 良郷 -
- 石黒家（美濃大吉新田500石→1500石・御附属列衆）
石黒氏は尾張国春日井郡如意・味鋺を支配する国人で石黒重成が松平忠吉に附属された尾張衆（重成の嫡男重弘のとき改易）であるが、別に美濃国内で500石を与えられていた旗本の重玄（重成の三男）が家康の遺命で尾張藩に附属された。重玄の曾孫重職のとき無嗣断絶するが、別家して1000石を与えられていた叔父重継が願い出て美濃の本領を還付された[60]。
石黒重玄 - 重時 - 重正 - 重職 = 重継 - 重寛 - 矩古 -
- 鈴木治部左衛門家（藩内2000石→1000石・初後御部屋附衆）
平岩親吉の家老だった鈴木重吉が親吉没後の家中騒動で改易された後、大坂夏の陣に陣借りして参戦して戦死したため、嫡男重成が召し返されて成瀬家の同心組頭に復帰した[29]。
鈴木重吉 - 重成 - 重方 = 重教 - 重辰 -
- 天野家（藩内1000石・初後御部屋附衆）
三河天野氏の重次が平岩親吉の家老となって1000石を与えられ、親吉の死後に旧臣を同心として預かった渡辺半蔵家の同心小頭となる。別系統の同族に同じく尾張藩に仕えた国学者天野信景がおり、重矩の三男英景が信景の養子に入っている[61]。
天野重次 - 重春 - 重治 - 重矩 - 重美 -
- 野呂瀬家（藩内500石→1200石・弓削衆）
武田氏の旧臣から平岩家を経て尾張藩に仕え、直盛のときに御用人、大番頭にまで出世して加増された[62]。
野呂瀬直自 - 直畠 - 直重 = 直盛 - 直亮 -
- 榊原家（藩内1300石→1000石・駿河詰衆）
旧姓は鋤柄氏。平岩親吉の家臣から義直の小姓に附けられた宗俊が家康の命で榊原姓を与えられ、大番頭まで出世した[63]。
榊原宗俊 - 宗氏 - 宗令 = 宗昌 - 寧綱 -
- 小笠原家（藩内1000石→1500石・甚太郎衆）
松平忠吉の御附家老だった小笠原吉次が罪を得て除封された後、末子正吉が義直に召し返されて1000石を与えられた[64]。
小笠原正吉 - 長昌 - 長綱 - 長辰 -
- 富永家（藩内2000石→1400石・甚太郎衆）
松平忠吉の家老富永忠兼が小笠原吉次に連座して除封された後、嫡男兼種が義直に召し返されて2000石を与えられた[65]。
富永兼種 - 兼政 - 兼清 - 兼豊 = 資憲 -
- 服部家（尾張山田1000石→700石・甚太郎衆）
東条松平家旧臣の服部正吉が国奉行に登用された[66]。
服部正吉 - 正勝 - 正真 - 正長 = 正治 -
- 高木家（高木志摩・尾張大井2400石→400石・忍新参衆）
徳川十六神将の高木清秀の次男一吉が父の遺領を弟の正次に譲り、松平忠吉に仕えた[49]。知多郡大井（現在の南知多町）に所領を与えられて師崎の千賀氏・河和の水野氏とともに知多半島南部の防衛を担い、「先方三人衆」と呼ばれた[67]。
高木一吉 - 吉任 - 吉和 - 清長 = 雅言 = 清昌 -
- 荒川家（藩内1500石→1200石・忍新参衆）
三河吉良氏の支流。荒川義広の次男家儀が松平忠吉に仕えて1500石を与えられ、その次男弘秋から尾張藩に仕えた[68]。
荒川弘秋 ＝ 吉政 - 義任 - 頼廉 - 頼資 - 頼標 - 頼忠 - 頼敏 - 頼重 - 蔵主 - 鑯弥
- 久野家（尾張丸米野1500石→1000石・忍新参衆）
遠江久野氏の一族で今川氏真の没落後に徳川家に仕えずに関東にいた吉政が松平忠吉に出仕し、その嫡男宗信が城代を務めて加増された[69]。
久野吉政 - 宗信 - 長雄 - 定直 - 宗直 - 辰正 -
- 兼松家（尾張島村2600石→1000石・尾張衆）
織田信長に仕えた兼松正吉が信雄の改易後豊臣秀吉に1000石で仕え、関ヶ原の戦いで家康に属した功績で2600石を与えられて松平忠吉に附属された[70]。
兼松正吉 - 正成 - 正栄 - 正明 = 正武 - 武矩 -
- 藤ヶ瀬横井家（尾張藤ヶ瀬1200石→1500石・尾張衆）
横井氏の支流。宗家（赤目横井家）時泰の弟時朝が藤ヶ瀬に1200石を領し、代々用人などを務めた[41]。6代時般は俳人横井也有として著名。
横井時朝 - 時孝 - 時元 - 時英 - 時衡 - 時般 -
- 祖父江横井家（尾張祖父江1900石→1000石・尾張衆）
横井氏の支流。時泰の弟時久が祖父江に1900石を領した。このうち1400石を領した嫡流は後継者を欠いて没落し、500石を領した分家が加増されて続いた[41]。
横井時久 - 時有 - 時信 - 時庸 - 時諄 -
- 中村家（藩内3000石→1000石・尾張衆）
織田信雄の旧臣で信雄改易後に代々の尾張領主に仕えた中村元勝を租とする[71]。
中村元勝 - 元悦 - 勝親 = 勝時 - 勝長 -
- 毛利家（毛利源内・美濃八神2000石・尾張衆[注釈 10]）
源義家六男、源義隆の末裔を称する尾張国中島郡（のち美濃国中島郡）の国人領主。「家柄に付代々無役」とされ、原則として藩の役職には就かなかった。尾張藩主から所領安堵の黒印状を与えられたことはなく、寛延3年（1750年）以降に幕府から中島郡内に預地の支配も任されている[73]ことから、尾張藩士と同時に幕臣でもあった[74]とされる。
毛利広盛 - 広義 - 広豊 - 広尚 - 頼説 - 頼容 - 広直 - 義由 - 頼忠 - 広吉 - 広居 - 広賢 - 広貫 - - - [75]
- 澤井家（藩内2500石→1300石・尾張衆）
織田信雄の旧臣澤井雄重が信雄改易後も尾張に残って3000石を領し、その嫡男元慶が義直に仕えた[76]。
澤井元慶 - 元重 - 元智 - 元旭 - 元倚 - 元照 - 元矩 - 元算 - 元寛 - 元俊 - 繁蔵 - 馬次郎
- 稲富家（藩内2000石→400石・清洲新参衆）
丹後国出身の砲術家稲富祐直が丹後領主の細川忠興の下から出奔した後、松平忠吉に2000石で召し抱えられた[77]。
稲富祐直 = 秀明 - 秀隆 = 秀勝 - 祐清 - 秀栄 -
- 上野家（藩内350石→1300石・清洲新参衆）
甲賀の国人で豊臣秀次、小早川秀秋を経て松平忠吉に召し抱えられた。史宗の次男師賢が召し出されて寺社奉行にまで出世し、加増された[78]。
上野資景 - 史宗 - 師賢 = 延興 -
- 竹中家（藩内2000石→400石・外戚家）
竹中重治の叔父の曾孫に当たる竹中重長が、母がお亀の方の叔母（志水宗清の妹）に当たる縁から召し出されて2000石を与えられた[79]。
竹中重長 - 重昌 - 重政 = 重道 - 重和 - 重視 -
- 野崎家（野崎一学・藩内1000石→1200石・元和以後新参衆）
野崎兼供の四男兼純が小姓として召し出され、大番頭にまで出世して1000石を与えられた[30]。
野崎兼純 - 兼永 -
- 埴原家（藩内1000石）
『士林泝洄』に系譜の収録されていない新参家系。旗本竹内幸和の四男で尾張藩年寄織田貞幹の外孫である貞侃が貞幹の願い出によって召し出され、貞幹の親族の姓である埴原を称した。貞侃は寺社奉行にまで出世し1000石を与えられた[80]。
埴原貞侃 - 貞寿 -

#### 断絶家系
- 平岩家（尾張犬山9万3000石・御附家老）
三河譜代。平岩親吉は家康の少年時代からの側近で、八男松平仙千代を養子とした。仙千代の夭折後は嗣子を立てずに同母弟五郎太丸（徳川義直）に傅役として仕え、駿府城で育てられていた義直に代わって政務を行った。親吉の死により平岩家は無嗣断絶し、親吉の家老であった甥の吉範（犬山城代・2000石）、宮内（1500石）は親吉の旧臣を同心として預かった成瀬家の同心組頭となった[81]。
平岩親吉（1代）
- 津金家（藩内2000石・御附属列衆）
武田氏の旧臣で旗本の津金胤久が家康の命で義直に附属された。嫡男胤卜は旗本に残り、尾張藩内の所領は次男種親が継ぐが無嗣断絶。別に200石で召し出された三男信久の家系が続き、子孫に熱田前新田・飛島新田の開発者津金胤臣がいる[82]。
津金胤久 - 種親
- 稲葉家（美濃和知4500石・御附属列衆）
稲葉良通（一鉄）の四男で美濃国加茂郡で4500石を領する方通が大坂の陣の後に附属され、久々利衆と同等の待遇を受けた。5代で無嗣断絶[83]。
稲葉方通 - 知通 - 正通 - 良通 = 屋通
- 能見（阿知波）松平家（藩内4000石・甚太郎衆）
能見松平家の一族出身とされる松平忠広が東条松平家に仕えて家老となり、その嫡男秀勝が小笠原吉次に連座して追放された後、大坂冬の陣を前に召し返された。嫡男貞則のとき改易[84]。
松平忠広 - 秀勝 - 貞則
- 三河松井家（藩内4000石・甚太郎衆）
東条松平家の重臣松井忠次の一族。松井宗家が騎西藩主として独立した後、松井忠勝が松平忠吉の家老に残った。その嫡男石見守が小笠原吉次に連座して追放された後、大坂冬の陣を前に召し返されたが、後継者がなく無嗣断絶[85]。
松井忠勝 - 石見
- 伊奈家（藩内1500石・甚太郎衆）
徳川秀忠と松平忠吉の母西郷局の甥である伊奈吉勝が忠吉に少年時代から仕えた。重定が乱心自殺して所領没収[86]。
伊奈吉勝 - 吉次 - 定次 = 重定
- 戸田家（藩内1000石・甚太郎衆）
奥平氏の支流・名倉奥平家の奥平信光が松平忠吉の家老となり、戸田加賀と称した。小笠原吉次に連座して追放された後、大坂冬の陣を前に召し返された。後継者がなく外孫2名に分割相続したが、いずれの家も乱心のため改易された[87]。
戸田加賀（奥平信光） - 平左衛門
- 福住家（尾張福住2000石・甚太郎衆）
東条松平家旧臣の平岩元正の次男元国が同心頭に出世して2000石を与えられ、所領の知多郡福住にちなんで改姓した。嫡男元勝が病気のため所領を返上[88]。
平岩元正 - 福住元国 - 元勝
- 遠江松井家（尾張祐久1500石・忍新参衆）
遠江国二俣城主松井宗信の一族松井兵部少輔の孫勘兵衛が松平忠吉に仕えて清洲町奉行となり、その嫡男三郎左衛門は城代に任じられて1500石に加増されたが、次代で無嗣断絶[89]。
松井勘兵衛 - 三郎左衛門  - 三郎左衛門
- 酒井家（美濃池田1000石・忍新参衆）
旧姓坂井氏。織田信雄の旧臣で松平忠吉に仕えた酒井久左衛門が国奉行となり1000石を与えられるが、養子の代に改易[90]。
酒井（坂井）久左衛門 = 久左衛門
- 奥山家（藩内4000石・忍新参衆）
奥山忠元が松平忠吉に仕えて同心頭となる。義直が夜間外出の禁令を発した際に、帰宅が遅くなった家臣を夜間巡回中の藩士に斬られたことに抗議して尾張国外に退去[91]。
奥山忠元（1代）
- 原田家（藩内2500石・忍新参衆）
元は京都の町人の子で、松平忠吉の寵愛を受けて2500石を与えられ、平岩親吉の信任を得て国奉行に任命されたが、不正に木曽谷の木材を切り出して江戸で販売した罪により切腹させられた[92]。
原田忠政（1代）
- 藤田家（尾張名和2000石・清洲新参衆）
三河出身で浪人していた藤田忠次が忠吉に召し出されて清洲藩の国奉行となった。孫の忠常が間宮家の無許可縁組に連座して改易。忠常の嫡男忠久が200俵で召し返されたが1代で断絶した[93]。
藤田忠次 - 忠量 - 忠常
- 市辺家（藩内2500石・外戚家）
河内国牧一宮牛頭天王社（片埜神社）の社家で、義直の母お亀の方の姉の婚家。義直の従兄である市辺正好が義直に幼少時から仕えて2500石を与えられたが、嫡男勝信が病弱で所領を収公され、500石を与えられた孫の豊勝の代に断絶。国奉行になって正好と別に500石を得ていた好清の家禄を継いだ弟の系統が続いた[94]。
市辺好清 - 正好 - 勝信 - 豊勝
- 山下家（尾張四女子2000石・外戚家）
飛騨国帰雲城主内ヶ島氏の旧臣。義直の母お亀の方の妹の夫である山下氏勝が義直に附属されて2000石を与えられた。嫡男氏政が間宮正像の無許可縁組に連座して改易。氏勝の隠居料を与えられていた弟の系統が継いだ[95]。
山下氏勝 - 氏政 - 氏輝
- 久松松平家（藩内2500石・元和以降新参衆）
家康の異父弟松平康元の三男康久が義直に召し出された。嫡男康龍が早世したため藩主光友の庶子松平康永に家督を譲るが夭折。康久の娘婿である年寄成瀬正景の計らいでその長男である康久外孫の正賀が跡を継ぐが、隠居の康久の了承を得ていなかったことから康久が藩に訴え出て改易された[96]。
松平康久 = 康永 = 正賀
- 稲葉家（藩内1500石・元和以降新参衆）
稲葉正成と春日局の間の子正定が召し出されて1500石を与えられた。3代で無嗣断絶[97]。
稲葉正定 - 正辰 - 正上
- 都築家（成瀬四郎左衛門・尾張松下2000石・元和以降新参衆）
成瀬正一の与力で正一の娘婿となった都築小兵衛の子である正英が小姓として召し出されて家老に昇進し、母方の姓を取って成瀬に改姓したが、嫡男正時が改易された[98]。
都築（成瀬）正英 - 正時

## 江戸藩邸
尾張藩は江戸に総坪数は31万1000坪余にもなる屋敷を所持し、諸大名のなかで最大規模を誇っていた。
- 上屋敷【市谷屋敷】は当主の住まいで政庁も置かれた。明治４年(1871年)、兵部省用地として召し上げられ、以後は一貫して陸軍用地となり、現在は防衛省の敷地となっている。
- 中屋敷【麹町屋敷】は、江戸城外堀の四谷門内(現東京都千代田区麹町)に拝領した屋敷。総坪数1万7870坪余あった。幕末を迎え、明治２年(1869年)に政府に接収された。
- 下屋敷【戸山屋敷】は、和田戸山(現新宿区戸山〉にあり避災邸と休息用の別邸を兼ねた下屋敷として整備された。
- 蔵屋敷は、江戸初期南八丁堀にあったが明暦の大火のあと築地地区の埋立地に移転された。

## 京藩邸
当初は天神山町（四条烏丸北西）にあった。しかし禁門の変で罹災したことでメインの藩邸として吉田邸が整備されることとなり、尾張藩は、文久3年（1863年）10月ごろに、屋敷を設けるための土地を吉田村に購入した。それ以降、主殿をはじめとする諸施設が徐々に営れ、京都における同藩の拠点として重要な役割を担うに至った。愛知県公文書館に架蔵される「吉田御屋敷之図」には、「三万三千三百三十三坪」と書きこまれており、尾張藩の吉田邸の面積が確かめられる。吉田邸は、明治4年（1871年）に処分され、京都大学吉田キャンパスの敷地となった。これまでにおこなわれた京都大学本部構内における発掘調査で、尾張藩吉田邸に関係するものと考えられる遺構が検出されている。邸内には熱田神宮も勧請された。

## 東浜御殿
尾張藩は東海道を往来する大名らを招待し供応するため、寛永元年(1624年)初代藩主の徳川義直の命で神戸(ごうど)の浜を埋め立てて出島を造り、そこに東浜御殿を造営した。「厚覧草」によれば寛永11年（1634年）には、三代将軍徳川家光が上洛の際に止宿した。その敷地は1万平方メートル以上、海上城郭の様相を誇っていたとされ、御殿は名古屋城本丸御殿に匹敵する壮麗な仕様であったと考えられている。鯱をいただいた小天守閣のような西側の高楼は、桑名城の天守閣に対抗して建造されたものという。これを桑名楼と呼び、東側の楼閣を寝覚(ねざめ)楼と言い城郭のような構えであった。東浜御殿の位置は、現在の名古屋市熱田区内田町付近であったと推定される。

## 西浜御殿
尾張藩は承応3年（1654年）に七里の渡しの北西に西浜御殿を築いた。現在、その跡は残っておらず、西浜御殿があった白鳥コミュニティセンター（名古屋市熱田区神戸町）北側に看板が立っているだけである。2018年に徳川林政史研究所（東京）において詳細な間取図が発見された。西浜御殿は平坦な邸だが内部の調度が豪華を極めていたという。歌川広重の浮世絵「宮　熱田濱之鳥居」にも画面左端にその姿が描かれている。

## 尾張藩主の別荘
- 小牧御殿(愛知県小牧市)
- 坂下御殿(愛知県春日井市)
- 朝宮御殿(愛知県春日井市)
- 横須賀御殿(愛知県東海市高横須賀町御亭)徳川光友が、寛文6年（1669年）に建てた別荘。臨江亭とも言ったが、光友が亡くなった後の正徳5年（1715年）に取り壊されたが、その70年後の天明5年（1785年）に、新しく横須賀代官所が置かれた。

## 陣屋・奉行所・代官所
- 寺部陣屋（愛知県豊田市） - 三河国加茂郡寺部村にあった、尾張藩家老の渡辺氏1万4千石の陣屋。
- 千村陣屋（岐阜県可児市） - 美濃国可児郡久々利村にあった江戸幕府の交代寄合で木曾衆の一つ千村平右衛門家の陣屋。尾張藩と幕府との両方に仕えた。
- 熱田奉行所（名古屋市熱田区） - 宮宿(熱田湊)にあった尾張藩の奉行所。船舶の取締りをする船奉行、その下に船番所・船会所などをおいて、旅人や貨物の検察・保安にあたった。
- 白鳥材木奉行所（名古屋市熱田区） - 熱田の白鳥には尾張藩の材木貯木場もあった。熱田湊とも呼んでいた。
- 鳴海代官所（名古屋市緑区）- 東海道鳴海宿にあった。尾張藩の代官所。鳴海陣屋とも呼ばれた。
- 北方代官所（愛知県一宮市）-天明元年(1781年)に北方堤防上に北方代官所（陣屋）が設置され、その管轄は、尾張、美濃の両国にまたがっており、併せて川並奉行所も置かれていた。
- 小牧代官所（愛知県小牧市）
- 水野代官所（愛知県瀬戸市）
- 佐屋代官所（愛知県愛西市） - 尾張国海東郡佐屋湊にあった。尾張藩の代官所。
- 鵜多須代官所（愛知県愛西市）
- 清須代官所（愛知県清須市）
- 横須賀代官所（愛知県東海市）
- 円城寺川並奉行所（岐阜県羽島郡笠松町） - 尾張藩は円城寺に川並奉行を置き、 木曽川を通る船や積荷を取り締まりを行った。
- 太田代官所（岐阜県美濃加茂市） - 美濃国加茂郡太田村にあった。尾張藩の代官所。
- 上有知代官所（岐阜県美濃市） - 美濃国武儀郡上有知村にあった。尾張藩の代官所。
- 木曾代官所（長野県木曽郡木曽町福島） - 信濃国福島宿 (中山道)に置かれた。木曽代官・福島関所関守を務めた山村甚兵衛家の代官所。
- 木曾材木奉行所（長野県木曽郡上松町）- 寛文4年(1664年)、尾張藩が行った林政改革後に設置された。上松材木役所、上松陣屋、原畑役所とも呼ばれた。
- 錦織川並材木奉行所（岐阜県加茂郡八百津町）錦織　- 寛文5年(1665年)、これまでの山村甚兵衛家の錦織役所は廃止され、尾張藩直轄の川並奉行所が、錦織と牧野に新設された。錦織には、江戸以前から綱場が設けられていた。家康時代から山村甚兵衛家が管理し久々利村に住した久々利九人衆が交代で勤めていたが、寛文5年に尾張藩直轄になって山村甚兵衛家の役人は引き揚げた。錦織の綱場は、木曽川合渡から川狩輸送した材木を、ここで川切して筏に組み熱田湊(尾張藩貯木場)まで輸送した。
- 牧野川並材木奉行所（岐阜県加茂郡八百津町牧野）- 享保11年(1726年)に番所に格下げとなり嘉永元年に廃止された。

## 年貢と正保四ツ概
当初、尾張藩では領内の村々の年貢を徴収するにあたり、天正年間の太閤検地で調べた石高(元高)を基準としていたが、4割以上を徴収していた村もあり、4割未満を徴収していた村もあって一定ではなかった。
正保2年(1645年)に、領内の寺社領を除き、それまで六公四民であった年貢を四公六民(尾張藩が4割を徴収し、百姓は6割を自分の収入とする)ことを定めた。これにより実収入の増加を図るために、元高の65万3千石余を、24万千石余を増やして89万4千石とした概高(ならしだか)に改め、高の40%を基準として年貢を課することにしたので、これによって尾張藩の収入は、約10万石増加した。
その際に従来4割以上徴収していた村の石高を増やし、4割未満を徴収していた村の石高は減らした。このことを正保四ツ概(しょうほうよつならし)と呼んだ。
これにより、尾張藩は10万石程度、実収入が増えることとなった。

## 木曽谷に対する林政改革
寛文4年(1664年)6月、尾張藩は目付役の佐藤半太夫以下の役人を木曽谷に派遣し、木曽の山々の巡見を行った。
その結果、川筋の材木の伐採に適した所は全て伐り尽くされて乱伐が進んでいたことから、林政改革を行うこととなった。
この改革の眼目の一つは、木曾代官の山村甚兵衛家に一任していた木曽山林の伐木・運材の支配を尾張藩の直轄事業に移し、統制と改革を行うことであった。
それは第一に、山村甚兵衛家および木曽谷の住民に与えられていた山林利用の既得権の大幅な削減であった。具体的には、山村甚兵衛家が家康以来受けていた御免白木5千駄の原木を雑木に切り替え、木曽谷の村々へ与えていた「御免白木」（使用が許可された材木を割って半製品にした材料）6千駄を3千駄に減らした。
統制の第二の点は、尾張藩が木曽谷の村々への民政の直接的支配強化に重点を置いたことである。
改革の第二の点は、「留山」（伐採を禁じた山林）を指定して、山林資源の保持を図ったことである。
また尾張領は御用商人による伐採を停止したり、運材の統制・管理を強化した。この施策は、山林乱伐を防ぐ森林保護政策の先駆であったが、森林資源でくらしを立てていた木曽の領民にとっては厳しい経済統制となった。
寛文5年(1665年)、尾張藩は、それまで山村甚兵衛家に支配を任せていた木曽川中流の錦織役所を廃止し、新たに尾張藩直轄の錦織川並材木奉行所と、牧野川並材木奉行所の両方を新設した。
寛文5年(1665年)、尾張藩は、山林管理のために木曾材木奉行所(上松材木役所)を設置して材木奉行を派遣した。初代奉行には佐藤半太夫が任命された。奉行定員は2名で1名は、木曽川中流の美濃国可児郡錦織村に存在した尾張藩の錦織川並材木奉行を兼任した

## 羽書(藩札)の発行と回収
寛政6年(1789年)、尾張藩は羽書(藩札)を発行し、その後、羽書の回収にあたっての課役銀(夫銀・堤銀)の倍額増徴などの財政政策を実施して、藩財政の緊縮と増収を図った。

## 幕末の領地
- 尾張国
  - 愛知郡のうち - 125村

名古屋村 (2616石2斗9升0合0勺3才9撮)・名古屋上原新田／下原新田 (2827石6斗5升0合8勺7才9撮)・広井村 (2681石7斗7升2合9勺4才9撮)・日置村 (1772石7斗4升4合9勺9才5撮)・古渡村 (2297石8斗1升0合0勺5才9撮)・前津小林村 (1544石3斗8升0合0勺0才5撮)・押切村 (1386石2斗9升2合9勺6才9撮)・栄村　 (1309石4斗3升7合0勺1才2撮)・中野高畑村 (1832石9斗2升6合0勺2才5撮)・牧野村 (567石5斗6升2合0勺1才2撮)・中島村 (312石2斗7升2合0勺0才3撮)・大秋村 (345石3斗5升8合0勺0才2撮)・平野村 (184石0斗2升9合0勺0才7撮)・米野村 (2065石3斗0升2合0勺0才2撮)・露橋村 (648石3斗2升7合0勺2才6撮)・北一色村 (624石0斗2升5合0勺2才4撮)・高須賀村 (374石2斗1升2合0勺0才6撮)・下中村 (1432石8斗0升3合9勺5才5撮)・上中村 (713石2斗0升6合9勺7才0撮)・日比津村 (2427石4斗6升7合0勺4才1撮)・稲葉地村 (2581石3斗9升6合9勺7才3撮)・岩塚村 (2408石3斗5升6合9勺3才4撮)・横井村 (147石1斗9升9合9勺9才7撮)・野田村 (1006石1斗5升0合0勺2才4撮)・八田村 (329石5斗3升6合9勺8才7撮)・打出村 (284石6斗3升6合9勺9才3撮)・中郷村 (997石5斗3升3合0勺2才0撮)・中須村 (485石3斗9升8合9勺8才7撮)・大蟷螂村 (419石6斗9升0合0勺0才2撮)・下之一色村 (619石3斗1升7合9勺9才3撮)・東起村 (0石9斗3升2合0勺0才0撮)・当地新田 (714石0斗0升8合9勺7才2撮)・甚兵衛後新田 (380石7斗9升8合0勺0才4撮)・法花村 (350石9斗6升0合9勺9才9撮)・中島新田 (858石9斗1升1合9勺8才7撮)・荒子村 (1698石5斗3升6合勺9勺8才7撮)・高畑村 (908石9斗0升1合0勺0才1撮)・万町村 (238石4斗9升2合0勺0才4撮)・烏森村　1253石7斗2升4合9勺7才6撮)・長良村 (1394石0斗1升5合9勺9才1撮)・二女子村 (504石4斗4升9合0勺0才5撮)・五女子村 (1271石5斗7升4合9勺5才1撮)・本郷村 (295石0斗6升2合0勺1才2撮)・四女子村 (526石7斗1升3合9勺8才9撮)・牛立村 (1064石2斗8升0合0勺2才9撮)・中野外新田 (300石1斗1升5合9勺9才7撮)・中野村 (704石9斗5升3合0勺0才3撮)・丸米野村 (781石9斗3升7合0勺1才2撮)・熱田新田 (4560石7斗5升5合8勺5才9撮)・熱田古堤亥新田 (35石3斗7升0合9勺9才8撮)・紀左衛門新田 (112石6斗8升2合9勺9才9撮)・長三郎新田 (214石0斗0升5合9勺9才7撮)・巾着新田 (15石8斗1升7合0勺0才0撮)・熱田仁右衛門新田 (11石0斗2升3合0勺0才0撮)・熱田酉改亥新田 (1石7斗6升4合0勺0才0撮)・熱田伝馬亥巳新田 (3石7斗7升7合0勺0才0撮)・牛毛荒井村 (258石5斗6升5合0勺0才2撮)・源兵衛新田 (426石9斗2升1合9勺9才7撮)・丹後江新田 (37石6斗3升7合0勺0才1撮)・柴田新田 (444石3斗9升0合0勺1才5撮)・柴田屋新田 (6石9斗4升4合0勺0才0撮)・南野村 (264石6斗3升5合0勺1才0撮)・大江新田 (105石4斗1升7合0勺0才0撮)・本地村 (1011石9斗0升8合9勺9才7撮)・笠寺村 (1944石4斗0升6合9勺8才2撮)・戸部村 (549石0斗8升3合0勺0才8撮)・道徳新田 (213石0斗6升5合0勺0才2撮)・山崎村 (1600石3斗0升6合0勺3才0撮)・本井戸田村 (1847石3斗4升2合0勺4才1撮)・北井戸田村 (897石1斗9升2合9勺9才3撮)・桜村 (1144石2斗1升7合0勺4才1撮)・新屋敷村 (739石4斗3升2合0勺0才7撮)・中根村 (986石9斗2升1合0勺2才1撮)・本願寺外新田 (53石1斗1升1合0勺0才0撮)・本願寺村 (576石1斗9升2合9勺9才3撮)・大喜村 (711石9斗5升8合9勺8才4撮)・高田村 (1250石9斗0升4合0勺5才3撮)・御器所村 (3752石8斗8升6合9勺6才3撮)・石仏村 (136石1斗7升5合0勺0才3撮)・古井村 (1429石5斗9升7合0勺4才6撮)・丸山村 (433石0斗4升5合9勺9才0撮)・川名村 (1229石0斗4升1合9勺9才2撮)・八事村 (1123石4斗1升1合0勺1才1撮)・伊勝村 (343石6斗1升9合9勺9才5撮)・末森村 (1388石6斗8升1合0勺3才0撮)・猪ノ子石村 (1231石7斗9升8合9勺5才0撮)・一色村 (294石2斗8升6合9勺8才7撮)・下社村 (443石7斗5升2合0勺1才4撮)・上社村 (702石8斗8升5合0勺1才0撮)・高針村 (1612石9斗6升8合9勺9才4撮)・藤森村 (689石7斗3升7合9勺7才6撮)・長久手村 (1265石1斗2升1合9勺4才8撮)・岩作村 (1084石3斗0升7合9勺8才3撮)・大草村 (361石1斗8升7合9勺8才8撮)・本地村 (967石3斗2升2合0勺2才1撮)・菱野村 (730石7斗5升2合9勺9才1撮)・山口村 (915石8斗6升7合9勺8才1撮)・北熊村 (372石7斗4升7合0勺0才9撮)・前熊村 (482石5斗1升0合0勺1才0撮)・岩崎村 (1533石5斗1升4合0勺3才8撮)・米ノ木村 (1338石1斗4升6合9勺7才3撮)・藤枝村 (543石2斗6升3合9勺7才7撮)・藤島村 (531石2斗9升1合9勺9才2撮)・本郷村 (356石1斗7升4合0勺1才1撮)・野方村 (432石1斗4升4合0勺1才2撮)・浅田村 (500石6斗2升6合0勺0才7撮)・梅森村 (366石9斗2升8合9勺8才6撮)・和合村 (370石2斗6升6合9勺9才8撮)・諸輪村 (1172石7斗7升6合9勺7才8撮)・折戸村 (499石5斗4升1合9勺9才2撮)・鳴海村 (5645石4斗4升1合8勺9才5撮)・島田村 (964石2斗2升6合9勺9才0撮)・平針村 (759石7斗7升1合9勺7才3撮)・赤池村 (503石6斗6升2合9勺9才4撮)・傍爾本村 (780石0斗0升4合0勺2才8撮)・祐福寺村 (410石6斗8升3合0勺1才4撮)・部田村 (500石2斗1升3合9勺8才9撮)・沓掛村 (307石0斗7升1合9勺9才1撮)・沓掛中島村 (107石0斗2升5合0勺0才2撮)・沓掛新田 (1100石4斗3升6合0勺3才5撮)・五軒屋新田 (158石2斗7升4合9勺9才4撮)・間米村 (317石1斗2升6合0勺0才7撮)・平手新田　 (49石6斗5升7合0勺0才1撮)・相原村 (640石0斗1升5合0勺1才5撮)・上野新田 (69石4斗0升8合9勺9才7撮)
- - 春日井郡のうち - 199村

杉村 (1888石2斗2升5合9勺5才2撮)・蓮池新田 (30石5斗9升1合0勺0才0撮)・大曾根村 (10石3斗6升8合0勺0才0撮)・上野村 (1473石5斗4升1合9勺9才2撮)・大幸村 (541石1斗0升9合0勺0才9撮)・矢田村 (817石3斗6升4合9勺9才0撮)・守山村 (1421石0斗0升9合0勺3才3撮)・金屋坊村 (217石2斗3升5合0勺0才1撮)・大永寺村 (579石5斗9升6合9勺8才5撮)・大森垣外村 (406石4斗0升2合0勺0才8撮)・牛牧村 (305石9斗8升1合9勺9才5撮)・川村 (687石7斗2升1合0勺0才8撮)・山田村 (501石8斗5升2合9勺9才7撮)・幸心村 (546石4斗4升2合0勺1才7撮)・瀬古村 (933石9斗1升1合0勺1才1撮)・上飯田村 (919石2斗1升0合9勺9才9撮)・下飯田村 (1534石5斗2升9合0勺5才3撮)・東志賀村 (985石1斗0升6合0勺1才8撮)・西志賀村 (1276石3斗9升6合9勺7才3撮)・辻村 (601石5斗4升1合9勺9才2撮)・安井村 (873石1斗3升8合9勺7才7撮)・成願寺村 (567石3斗4升9合9勺7才6撮)・中切村 (314石8斗0升2合0勺0才2撮)・福徳村 (469石4斗3升3合9勺9才0撮)・光音寺村 (1106石6斗9升7合9勺9才8撮)・田幡村 (553石9斗5升2合0勺2才6・稲生村 (1315石1斗6升1合0勺1才1・児玉村 (978石5斗5升2合0勺0才2撮)・名塚村 (797石1斗9升5合0勺0才7撮)・新福寺村 (424石5斗9升5合0勺0才1撮)・批把島村 (1035石8斗8升0合9勺8才1撮)・上小田井村 (2499石8斗2升7合8勺8才1撮)・下河原村 (93石6斗9升4合0勺0才0撮)・下小田井村 (2242石3斗9升1合1勺1才3撮)・中小田井村 (1779石6斗1升4合9勺9才0撮)・小場塚新田 (320石5斗6升7合9勺9才3撮)・大野木村 (1623石2斗8升1合0勺0才6撮)・比良村 (2463石8斗1升4合9勺4才1撮)・喜惣治新田 (127石7斗9升4合9勺9才8撮)・久地野村 (626石0斗8升5合0勺2才2撮)・二子村 (839石2斗2升4合9勺7才6撮)・高田寺村 (727石5斗2升5合0勺2才4撮)・井瀬木村 (847石7斗5升7合0勺1才9撮)・鹿田村 (2438石9斗0升9合9勺1才2撮)・能田村 (155石1斗9升2合9勺9才3撮)・片場村 (359石2斗3升9合9勺9才0撮)・豊場村 (3225石7斗8升3合9勺3才6撮)・如意村 (1754石6斗9升8合9勺7才5撮)・味鋺村 (174石1斗5升4合0勺0才7撮)・味鋺原新田 (6石1斗4升9合0勺0才0撮)・勝川村 (1143石5斗4升5合0勺4才4撮)・勝合川妙慶新田(42石0斗7升5合0勺0才1撮)・松河戸村(1855石6斗7升1合0勺2才1撮)・小幡村 (1401石0斗2升0合9勺9才6撮)・大森村(1540石9斗9升4合9勺9才5撮)・猪子石原村 (224石9斗4升0合0勺0才2撮)・印場村 (1094石4斗8升0合9勺5才7撮)・新居村 (1435石3斗5升9合9勺8才5撮)・稲葉村(1016石2斗4升5合9勺7才2撮)・井田村 (112石8斗2升5合9勺9才6撮)・瀬戸川村 (73石7斗6升7合9勺9才8撮)・狩宿村 (134石0斗3升7合9勺9才4撮)・美濃之池村(86石8斗7升8合9勺9才8撮)・今村 (683石7斗5升7合0勺1才9撮)・瀬戸村 (454石7斗5升0合0勺0才0撮)・赤津村 (1110石5斗8升3合0勺0才8撮)・下品野村 (646石6斗8升1合0勺3才0撮)・中品野村 (502石6斗3升9合0勺0才8撮)・上品野村 (488石2斗2升0合0勺0才1撮)・白岩村 (115石8斗1升1合9勺9才6撮)・片草村 (110石6斗8升0合0勺0才0撮)・上半田川村 (263石2斗9升2合9勺9才9撮)・沓掛村 (159石5斗9升1合0勺03撮)・上水野村 (815石2斗3升1合9勺9才5撮)・中水野村 (417石3斗3升8合0勺1才3撮)・下水野村 (282石4斗7升7合9勺9才7撮)・上志段味村 (628石6斗3升8合0勺00撮)・中志段味村 (343石1斗9升5合0勺0才7撮)・下志段味村 (248石0斗6升3合0勺0才4撮)・吉根村 (466石2斗0升0合0勺1才2撮)・牛毛村 (416石2斗7升9合9勺9才9撮)・名栗村 (302石4斗3升1合0勺0才0撮)・堀之内村 (547石1斗9升7合9勺9才8撮)・桜佐村 (63石8斗5升5合9勺9才9撮)・神領村 (428石1斗9升6合9勺9才1撮)・下大留村 (456石6斗0升6合9勺9才5撮)・上大留村 (354石2斗4升2合0勺0才4撮)・足振村 (452石2斗7升6合0勺0才1撮)・久木村 (306石6斗7升1合9勺9才7撮)・高蔵寺村 (378石6斗1升7合0勺0才4撮)・玉野村 (282石1斗0升6合9勺9才5撮)・白山村 (760石1斗3升8合9勺7才7撮)・外野原村 (558石6斗8升7合0勺1才2撮)・迫間村 (403石8斗5升6合9勺9才5撮)・庄名村 (255石4斗5升7合0勺0才1撮)・神明村 (141石5斗9升1合0勺0才3撮)・松本村 (279石6斗4升9合9勺9才4撮)・出川村 (910石8斗5升1合0勺1才3撮)・下市場村 (870石6斗6升9合9勺8才3撮)・関田村 (1197石1斗0升9合9勺8才5撮)・上条村 (2145石0斗5升4合9勺3才2撮)・下津尾村 (38石5斗4升4合9勺9才8撮)・下条村 (1078石4斗9升6合9勺4才8撮)・中切村 (562石5斗2升5合0勺2才4撮)・上条新田 (208石1斗7升5合0勺0才3撮)・大草村 (1890石4斗2升7合9勺7才9撮)・大泉寺新田 (217石7斗5升7合9勺9才6撮)・上野村 (143石2斗2升0合0勺0才1撮)・和泉村 (222石7斗7升6合9勺9才3撮)・一色村 (87石6斗5升6合9勺9才8撮)・神屋村 (318石4斗7升0合0勺0才1撮)・明知村 (223石9斗9升6合0勺0才2撮)・西尾村 (133石9斗4升2合9勺9才3撮)・大山村 (338石6斗9升1合9勺8才6撮)・野口村 (614石9斗4升7合9勺9才8撮)・林村 (320石8斗2升1合0勺1才4撮)・池之内村 (768石7斗6升8合0勺0才5撮)・上末村 (1272石8斗1升9合9勺4才6撮)・下末村 (653石8斗7升0合9勺7才2撮)・田楽村 (2093石3斗1升2合9勺8才8撮)・大手村 (423石5斗6升3合9勺9才5撮)・牛山村 (1751石5斗5升7合9勺8才3撮)・下半田川村 (188石8斗0升4合9勺9才3撮)・大手池新田 (67石9斗0升6合9勺9才8撮)・大光寺子新田(10石5斗6升2合0勺0才0撮)・下原新田 (624石9斗2升7合0勺0才2撮)・下条原新田　(137石1斗3升2合0勺0才4撮)・八田新田 (244石0斗2升4合0勺0才2撮)・八田与吉新田 (24石6斗6升3合0勺0才0撮)・長塚新田 (10石7斗1升0合0勺0才0撮)・下原村 (168石2斗6升3合0勺0才0撮)・薬師寺村 (155石1斗4升9合9勺9才4撮)・藤島村 (619石3斗9升3合9勺8才2撮)・熊之庄村 (1429石0斗4升6合0勺2才1撮)・六師村(1272石0斗7升3合9勺7才5撮)・江崎入鹿新田 (73石3斗3升2合0勺0才1撮)・青山村 (1848石7斗2升9合0勺0才4撮)・大気村 (1187石5斗2升1合9勺7才3撮)・小針村 (622石3斗3升5合0勺2才2撮)・小針入鹿新田 (46石4斗5升5合0勺0才2撮)・坂場村 (66石8斗4升1合0勺0才3撮)・長斎新田 (34石4斗5升1合0勺0才0撮)・春日井原新田 (962石4斗1升3合0勺2才5撮)・春日井寺入鹿新田 (81石0斗4升6合9勺9才7撮)・如意申新田 (105石1斗5升3合9勺9才9撮)・稲口新田 (86石7斗7升6合0勺0才1撮)・南外山村 (984石8斗7升7合9勺9才1撮)・市ノ久田村 (1824石1斗7升2合9勺7才4撮)・船津村 (949石0斗5升2合9勺7才9撮)・三淵村 (1250石5斗0升0合0勺0才0撮)・三淵原新田 (83石1斗2升0合0勺0才3撮)・西之島村 (726石9斗6升1合9勺7才5撮)・村中村 (1272石1斗1升9合9勺9才5撮)・間々村 (453石8斗7升1合0勺0才2撮)・間々原新田 (434石7斗2升7合9勺9才7撮)・入鹿出新田 (377石0斗2升3合0勺10撮)・河内屋新田 (194石2斗0升9合0勺0才0撮)・村中原新田 (186石5斗1升1合0勺0才2撮)・久保一色村 (1482石7斗2升9合9勺8才0撮)・岩崎村 (842石0斗6升2合9勺8才8撮)・岩崎原新田 (146石7斗1升6合0勺0才3撮)・小牧村 (865石0斗2升3合0勺1才0撮)・北外山村 (1702石6斗7升1合9勺9才7撮)・北外山入鹿新田 (234石1斗7升1合9勺9才7撮)・二重堀村 (692石3斗4升1合9勺8才0撮)・小牧原新田 (789石5斗8升6合9勺7才5撮)・中根新田 (11石4斗5升2合0勺0才0撮)・田中村 (1265石7斗9升6合0勺2才1撮)・文津村 (289石3斗5升5合9勺8才8撮)・小松寺村 (10石2斗6升7合0勺0才0撮)・本庄村 (816石9斗9升7合9勺8才6撮)・西堀江村 (299石8斗0升7合0勺0才7撮)・助七新田 (200石6斗5升4合0勺0才7撮)・須ヶ口村 (703石8斗0升7合0勺0才7撮)・安藤新田 (21石9斗5升0合0勺0才1撮)・清須村 (2991石1斗0升3合0勺2才7撮)・土器野新田 (85石3斗0升1合0勺0才3撮)・九ノ坪村 (3245石5斗6升2合9勺8才8撮)・平田村 (2834石6斗2升5合0勺0才0撮)・寺野村 (393石6斗6升5合0勺0才9撮)・阿原村 (1573石6斗3升1合95才8撮)・田中村 (629石7斗8升9合9勺7才8撮)・野崎村 (145石1斗4升5合0勺0才4撮)・沖村 (1277石1斗3升3合0勺5才7撮)・石橋村 (567石7斗8升9合0勺01撮)・西之保村(881石5斗1升5合9勺9才1撮)・弥勒寺村 (370石5斗4升5合0勺1才3撮)・徳重村 (894石9斗8升7合0勺0才0撮)・鍛冶ヶ一色村 (748石3斗3升5合0勺2才2撮)・北野村(235石0斗5升4合9勺9才3撮)・法成寺村 (754石4斗8升6合0勺2才3撮)・宇福寺村 (583石8斗6升4合0勺1才4撮)・落合村 (1599石4斗5升8合9勺8才4撮)・中ノ郷村 (697石9斗1升9合9勺8才3撮)・下之郷村 (2021石7斗4升6合9勺4才8撮)・朝日村 (626石8斗5升7合9勺7才1撮)・加島新田 (61石4斗5升3合9勺9才9撮)
- - 丹羽郡のうち - 108村

入鹿神尾新田 (79石5斗5升2合0勺0才2撮)・奥入鹿村 (52石3斗0升4合0勺0才1撮)・安楽寺村 (54石5斗7升0合0勺0才0撮)・楽田村 (3985石5斗8升3合0勺0才8撮)・楽田入鹿原新田 (306石0斗0升6合9勺8才9撮)・河北村 (908石0斗6升4合0勺2才6撮)・清右衛門新田 (28石4斗0升0合9勺9才9撮)・外坪村 (560石8斗7升7合0勺1才4撮)・小口村 (228石5斗7升0合0勺0才7撮)・下野原新田 (240石9斗6升0合9勺9才9撮)・下野村 (119石8斗3升6合9勺9才8撮)・羽根村 (86石9斗2升8合0勺0才1撮)・上野村 (464石5斗7升4合0勺0才5撮)・高木村 (163石1斗3升0合9勺9才7撮)・南山名村 (644石5斗0升7合0勺1才9撮)・岩手村 (3石9斗4升1合0勺0才0撮)・北山名村 (199石4斗9升4合9勺9才5撮)・中般若村 (11石3斗8升6合0勺0才0撮)・下般若村 (123石7斗5升2合9勺9才8撮)・和田勝佐村 (43石3斗1升9合0勺0才0撮)・山尻村 (119石9斗3升8合0勺0才4撮)・江森村 (190石4斗8升5合9勺9才2撮)・斎藤村 (252石2斗2升3合99才9撮)・柏森村 (551石9斗5升3合0勺0才3撮)・余野村 (578石8斗6升9合9勺9才5撮)・前野村 (202石1斗9升5合0勺0才7撮)・高屋村 (612石5斗6升4合0勺2才6撮)・北高屋村 (148石4斗3升1合0勺0才0撮)・宮後村 (484石0斗8升2合0勺0才1撮)・山王村 (55石9斗7升3合0勺0才0撮)・石枕村 (109石8斗3升6合9勺9才8撮)・力長村 (163石4斗9升4合9勺9才5撮)・今市場村 (171石4斗8升1合9勺9才5撮)・尾崎村 (86石3斗2升7合0勺0才3撮)・北野村 (78石0斗3升7合0勺0才3撮)・古知野村 (100石7斗0升7合0勺0才1撮)・赤童子村 (518石0斗4升9合0勺1才1撮)・木賀村 (356石1斗7升3合0勺0才4撮)・東大海道村 (61石7斗3升0合0勺0才0撮)・寄木村 (274石0斗0升3合9勺9才8撮)・安良村 (373石7斗7升3合9勺8才7撮)・大屋敷村 (1018石1斗6升4合0勺0才1撮)・伝右衛門新田 (82石8斗7升9合9勺9才7撮)・八左衛門新田 (55石0斗1升8合0勺0才2撮)・長桜村 (150石6斗3升0合0勺0才5撮)・宗雲新田 (134石0斗2升2合0勺0才3撮)・長桜替地新田 (163石9斗2升9合9勺9才3撮)・撮)三右衛門新田 (69石2斗7升5合0勺0才2撮)・又助新田 (20石6斗4升8合0勺0才1撮)・九郎右衛門新田 (93石8斗2升0合9勺9才9撮)・御供所村 (714石2斗2升1合0勺0才8撮)・小折村 (1903石8斗7升3合0勺4才7撮)・小折田郷新田 (47石1斗2升9合0勺0才2撮)・小折田新田 (133石0斗2升0合0勺0才4撮)・五明村 (480石6斗3升6合9勺9才3撮)・中奈良村 (272石2斗7升3合9勺8才7撮)・花地村 (44石4斗5升7合0勺0才1撮)・勝栗村 (243石0斗3升7合0勺0才3撮)・穂積塚本村 (170石1斗4升9合9勺9才4撮)・加納馬場村 (716石1斗4升8合0勺1才0撮)・曾本村 (518石7斗1升0合0勺2才2撮)・井上村 (77石0斗6升8合0勺01撮)・八劒村 (1109石0斗1升9合0勺43撮)・神野村 (172石1斗8升1合0勺0才0撮)・石仏村 (411石1斗2升7合0勺1才4撮)・岩倉村 (92石5斗8升0合0勺0才2撮)・芝原村 (120石9斗4升6合9勺9才9撮)・佐野村 (1105石0斗8升1合0勺5才5撮)・浮野村 (620石4斗5升3合9勺7才9撮)・熊代村 (244石5斗9升3合0勺0才2撮)・下奈良村 (465石2斗3升0合9勺8才8撮)・下奈良村酉新田 (32石4斗6升4合0勺0才1撮)・上奈良村 (407石0斗8升4合0勺1才5撮)・東野村 (445石2斗0升0合9勺8才9撮)・島宮村 (44石3斗0升7合9勺9才9撮)・瀬部村 (556石2斗3升6合0勺2才3撮)・時之島村 (602石4斗0升3合0勺1才5撮)・定水寺村 (470石2斗7升3合9勺8才7撮)・西大海道村 (379石7斗4升6合0勺0才2撮)・柚木颪村 (264石2斗7升7合0勺0才8撮)・馬見塚村 (243石4斗5升7合9勺9才3撮)・大赤見村 (1314石4斗7升7合0勺5才1撮)・小赤見村 (303石7斗6升5合0勺1才5撮)・北小淵村 (656石0斗3升6合0勺1才1撮)・南小淵村 (762石7斗0升0合9勺8才9撮)・浅野村 (1562石9斗7升0合9勺4才7撮)・平島村 (176石9斗5升1合9勺9才6撮)・吾鬘村 (255石8斗5升0合0勺0才6撮)・外崎村 (263石8斗5升5合9勺8才8撮)・羽根村 (828石1斗1升1合0勺2才3撮)・天摩村 (443石8斗8升8合0勺0才0撮)・町屋村 (1059石1斗1升4合9勺9才0撮)・小山村 (736石3斗8升0合9勺8才1撮)・塩尻村 (539石9斗4升2合0勺1才7撮)・重吉村新田 (35石6斗8升8合0勺0才0撮)・三井村 (1643石9斗5升9合9勺6才1撮)・北島村 (1071石7斗0升8合9勺8才4撮)・九日市場村 (755石0斗3升1合9勺8才2撮)・五日市場村 (406石0斗7升0合0勺0才7撮)・伝法寺村 (930石4斗3升4合0勺2才1撮)・野寄村 (654石3斗3升5合9勺99撮)・川井村 (923石5斗3升3合0勺2才0撮)・大山寺村 (21石6斗9升8合9勺9才9撮)・曾野村 (457石7斗4升7合0勺0才9撮)・猿海道村 (394石2斗0升0合0勺1才2撮)・多加木村 (342石4斗2升7合0勺0才2撮)・丹羽村 (287石4斗7升9合0勺0才4撮)・森本村 (1024石6斗4升9合0勺4才8撮)			
- - 中島郡のうち - 160村

西市場村 (405石1斗0升0合0勺0才6撮)・北市場村 (369石0斗0升2合0勺1才4撮)・増田村 (715石1斗5升0合0勺2才4撮)・日下部村 (2116石4斗1升6合9勺9才2撮)・六角堂村 (224石9斗2升5合0勺0才3撮)・奥田村 (3680石5斗8升0合0勺7才8撮)・井之口村 (2035石9斗5升8合9勺8才4撮)・下津村　180石4斗3升8合9勺9才5撮)・赤池村 (678石0斗7升5合0勺1才2撮)・子生和村 (647石4斗2升1合9勺9才7撮)・次郎丸村 (680石4斗8升9合9勺9才0撮)・陸田村　91升3石6斗1升2合0勺0才0撮)・高御堂村 (1283石8斗8升3合0勺5才7撮)・長束村 (594石6斗6升1合0勺1才1撮)・小池正明寺村 (1703石7斗7升5合0勺2才4撮)・国府宮村 (378石5斗2升9合9勺9才9撮)・長野村 (2石5斗4升3合0勺0才0撮)・稲島村 (2138石0斗1升6合1勺1才3撮)・松下村 (3石4斗5升5合0勺0才0撮)・西御堂村 (987石2斗8升9合9勺7才8撮)・島村 (453石7斗0升9合9勺9才1撮)・氏永村 (296石2斗1升6合0勺0才3撮)・妙興寺村 (1529石7斗5升5合0勺0才5撮)・戸塚村 (880石8斗7升2合0勺0才9撮)・於保村 (984石8斗4升0合0勺2才7撮)・南高井村 (1195石3斗3升9合9勺6才6撮)・北高井村 (1227石4斗7升5合9勺5才2撮)・林野村 (698石6斗0升3合0勺2才7撮)・高木村 (712石3斗9升0合0勺1才5撮)・西宮重村 (593石5斗0升5合0勺0才5撮)・東宮重村 (808石4斗8升7合0勺0才0撮)・中島村 (1290石8斗6升2合0勺6才1撮)・石橋村 (475石6斗8升7合0勺1才2撮)・木全村 (291石4斗8升0合0勺1才1撮)・桜木村 (227石0斗6升7合0勺0才1撮)・稲葉村 (1112石2斗9升0合0勺3才9撮)・小沢村 (437石2斗5升6合9勺8才9撮)・大塚村 (2292石3斗6升5合9勺6才7撮)・平野村 (500石3斗2升5合9勺8才9撮)・小寺村 (198石0斗8升7合0勺0才6撮)・重本村 (234石4斗2升7合0勺0才2撮)・池部村 (303石0斗4升5合0勺1才3撮)・横地村 (300石4斗1升1合9勺8才7撮)・平村 (637石4斗3升7合0勺1才2撮)・下屋村 (250石6斗6升4合9勺9才3撮)・浅井村 (236石1斗6升0合00勺才4撮)・竹腰村 (413石6斗8升7合0勺1才2撮)・清水村 (743石4斗9升4合0勺1才9撮)・天池村 (1271石2斗0升2合0勺2才6撮)・滝村 (288石5斗7升1合0勺1才4撮)・高松村 (87石7斗3升0合0勺0才3撮)・戸刈村 (127石6斗8升5合9勺9才7撮)・築込村 (154石2斗9升1合0勺0才0撮)・横野村 (389石1斗0升4合0勺0才4撮)・中野村 (350石2斗9升2合9勺9才9撮)・西島村 (95石9斗5升8合0勺0才0撮)・山口村 (210石6斗9升0合9勺9才4撮)・馬場村 (244石7斗3升7合0勺0才0撮)・法花寺村 (326石3斗6升7合0勺0才4撮)・船橋村 (878石2斗9升9合9勺8才8撮)・矢合村 (799石7斗5升0合0勺0才0撮)・堀之内村 (907石0斗9升6合0勺0才8撮)・千代村 (795石0斗6升2合9勺8才8撮)・梅須賀村 (1146石3斗1升3合9勺6才5撮)・北島村 (2109石0斗7升0合0勺6才8撮)・有松村 (144石1斗0升0合9勺9才8撮)・米屋村 (228石1斗4升5合0勺0才4撮)・中之庄村 (966石3斗5升9合0勺0才9撮)・堀田村 (139石0斗5升9合9勺9才8撮)・七ツ寺村 (352石7斗3升4合9勺8才5撮)・大矢村 (1331石4斗9升6合9勺4才8撮)・込野村 (527石1斗8升4合0勺2才1撮)・南麻績村 (635石5斗8升1合9勺7才0撮)・北麻績村 (463石3斗8升2合9勺9才6撮)・牛踏村 (90石4斗3升0合0勺0才0撮)・付島村 (699石5斗9升4合9勺7才1撮)・福島村 (1439石1斗4升5合0勺2才0撮)・野崎村 (1064石9斗2升6合0勺2才5撮)・板葺村 (89石7斗8升2合9勺9才7撮)・目比村 (1230石9斗1升1合9勺8才7撮)・西溝口村 (6石8斗5升8合0勺0才0撮)・今村 (20石0斗2升0合0勺0才0撮)・氷室村 (357石2斗1升7合9勺8才7撮)・坂田村 (786石9斗8升4合0勺0才9撮)・井堀村 (1424石3斗8升0合0勺0才5撮)・儀長村 (697石8斗8升8合9勺7才7撮)・片原一色村 (2686石5斗1升2合9勺3才9撮)・鷲尾村 (608石6斗1升9合9勺9才5撮)・須ヶ谷村 (742石3斗2升2合0勺2才1撮)・丸淵村 (411石3斗1升3合9勺9才5撮)・法立村 (522石2斗8升9合9勺7才8撮)・平池村 (149石8斗3升0合9勺9才4撮)・西光坊村 (301石0斗0升2合01才4撮)・横池村 (166石6斗0升8合9勺9才4撮)・清兵衛新田 (29石4斗5升0合0勺0才1撮)・東城村 (458石2斗0升0合9勺8才9撮)・三宅村 (1387石4斗1升6合0勺1才6撮)・苅安賀村 (2753石9斗6升8合0勺1才8撮)・宮地花池村 (1076石6斗4升0合9勺9才1撮)・一之宮村 (462石6斗5升8合2勺0才3撮)・毛受村　732石6斗3升0合9勺8才1撮)・本神戸村 (628石7斗1升8合9勺9才4撮)・馬寄村 (2362石5斗6升0合0勺5才9撮)・新神戸村 (219石4斗9升2合0勺0才4撮)・一色村 (241石0斗2升2合9勺9才5撮)・馬引村 (596石0斗8升5合0勺2才2撮)・福森村 (257石2斗7升3合9勺8才7撮)・宮後村 (397石2斗1升0合9勺9才9撮)・野府村 (2349石4斗3升3合1勺0才5撮)・小原新田 (929石0斗9升6合9勺8才5撮)・奥村 (2639石9斗1升6合9勺9才2撮)・宮新田 (141石8斗8升6合9勺9才3撮)・宮新田 (141石8斗8升6合9勺9才3撮)・苅安賀新田 (1246石6斗0升7合0勺5才6撮)・朝宮村 (280石9斗6升8合9勺9才4撮)・富田方村 (271石4斗2升3合0勺0才4撮)・花井方村 (229石8斗8升4合9勺9才5撮)・河田方村 (329石2斗4升7合0勺0才9撮)・二子村 (248石4斗5升7合0勺0才1撮)・柿木島村 (485石9斗4升5合0勺0才7撮)・野田村 (479石0斗4升1合9勺9才2撮)・寺内村 (489石2斗4升6合0勺0才2撮)・本郷寺内村 (219石5斗3升1合9勺9才8撮)・東鵜之本村 (92石0斗9升8合0勺0才0撮)・中牧村 (302石6斗5升4合9勺9才9撮)・上牧村 (222石6斗3升9合9勺9才9撮)・桜方村 (502石8斗6升8合9勺8才8撮)・下祖父江村 (2087石5斗1升4合8勺9才3撮)・上祖父江村 (858石5斗7升2合0勺2才1撮)・中野村 (64石7斗6升2合0勺0才1撮)・阿古井村 (951石6斗1升4合9勺9才0撮)・祐久村 (350石7斗5升3合9勺9才8撮)・富田村 (396石5斗2升8合9勺9才2撮)・起村 (338石3斗9升4合0勺1才2撮)・小信中島村 (900石3斗6升6合0勺2才8撮)・西五城村 (617石2斗6升3合0勺0才0撮)・東五城村 (444石7斗1升2合0勺0才6撮)・板倉村 (351石9斗6升4合9勺9才6撮)・今村 (404石7斗3升5合9勺9才2撮)・蓮池村 (184石8斗6升2合0勺0才0撮)・西萩原村 (530石5斗7升5合0勺1才2撮)・吉藤村 (1254石6斗6升0合0勺3才4撮)・萩原村 (61石2斗6升2合0勺0才1撮)・西之川村 (1009石9斗1升4合9勺7才8撮)・串作村 (970石4斗6升0合0勺2才2撮)・玉野村 (706石4斗7升8合0勺2才7撮)・山崎村 (2450石0斗2升0合9勺9才6撮)・森上新田 (66石0斗2升6合0勺0才1撮)・甲新田 (1150石5斗8升9合9勺6才6撮)・二俣村 (499石0斗0升0合0勺0才0撮)・大牧村 (579石1斗7升9合0勺1才6撮)・中島新田 (98石4斗1升9合9勺9才8撮)・上丸淵村 (466石4斗7升2合9勺9才2撮)・中丸淵村 (325石3斗4升6合0勺0才8撮)・下丸淵村 (518石5斗5升1合0勺2才5撮)・甲山新田 (77石6斗7升1合9勺9才7撮)・下起村 (141石2斗1升4合9勺9才6撮)・娵振村 (225石5斗0升5合0勺0才5撮)・勝幡新田 (173石8斗6升3合9勺9才8撮)・城西村 (91石7斗3升4合0勺0才1撮)・塩川新田 (33石9斗6升4合0勺0才1撮)			
- - 葉栗郡のうち - 41村

門間村 (969石3斗5升4合0勺0才4撮)・富塚村 (362石3斗3升2合0勺0才1撮)・西浅井村 (185石7斗5升7合9勺9才6撮)・東浅井村 (209石1斗3升9合0勺0才8撮)・河端村 (107石1斗6升2合0勺0才3撮)・西海戸村 (89石1斗1升6合9勺9才7撮)・江森村 (268石7斗3升9合9勺9才0撮)・島村 (740石8斗3升5合0勺2才2撮)・笹野村 (291石8斗5升6合9勺9才5撮)・大日比野村 (449石3斗5升6合9勺9才5撮)・小日比野村 (158石1斗5升4合0勺0才7撮)・松竹村 (298石6斗5升7合0勺1才3撮)・前飛保村 (25石3斗7升2合0勺0才0撮)・後飛保村 (479石5斗0升9合0勺0才3撮)・村久野村 (466石5斗8升9合9勺9才6撮)・鹿子島村 (16石0斗6升5合0勺0才1撮)・小杁村 (181石8斗6升3合0勺0才7撮)・宮田村 (275石8斗5升0合0勺0才6撮)・前野村 (40石7斗1升2合0勺0才2撮)・小関村 (324石1斗0升8合0勺0才2撮)・黒岩村 (59石1斗3升2合0勺0才0撮)・河田村 (99石0斗5升2合0勺0才2撮)・大野村 (136石0斗3升9合9勺9才3撮)・極楽寺村 (34石0斗1升4合0勺0才0撮)・田所村 (158石7斗0升3合9勺9才5撮)・杉山村 (156石2斗2升2合0勺0才0撮)・高田村 (925石5斗8升0合0勺1才7撮)・大毛村 (888石4斗1升4合9勺7才8撮)・黒田村 (2614石2斗8升0合0勺2才9撮)・内割田村 (422石8斗1升6合9勺8才6撮)・外割田村　1193石1斗4升5合0勺2才0撮)・三法寺村 (123石5斗0升0合0勺0才0撮)・玉野井村 (916石3斗5升1合0勺1才3撮)・里小牧村 (600石6斗7升1合0勺2才1撮)・中島村 (369石5斗8升2合0勺0才1撮)・曾根村 (357石9斗7升3合9勺9才9撮)・屋敷村 (159石2斗1升2合9勺9才7撮)・北方村 (2096石5斗3升7合1勺0才9撮)・草井村 (32石8斗6升1合0勺0才0撮)・光明寺村 (178石7斗4升6合9勺9才4撮)・佐千原村 (38石6斗7升9合0勺0才1撮)		
- - 海東郡のうち - 153村

追間村 (235石9斗5升9合0勺0才0撮)・土田村 (793石0斗6升5合0勺0才2撮)・上条村 (582石1斗8升1合0勺3才0撮)・今宿村 (1338石1斗4升4合0勺4才3撮)・甚目寺村 (1275石5斗2升7合9勺5才4撮)・富塚村 (700石8斗3升0合0勺1才7撮)・新居屋村 (1298石4斗4升3合9勺7才0撮)・石作村 (467石7斗0升5合9勺9才4撮)・小路村 (247石1斗5升4合9勺9才9撮)・方領村 (417石0斗1升0合9勺8才6撮)・森村 (1655石0斗9升3合9勺9才4撮)・古道村 (640石3斗9升0合0勺1才5撮)・二ツ寺村 (1299石0斗1升6合9勺6才8撮)・花長村 (794石9斗8升7合9勺7才6撮)・金岩村 (619石9斗1升3合0勺2才5撮)・木田村 (1677石8斗0升7合0勺0才7撮)・花正村 (1224石3斗1升0合0勺5才9撮)・東溝口村 (676石1斗5升5合0勺2才9撮)・中橋村 (635石8斗9升5合0勺2才0撮)・森山村 (422石1斗2升2合0勺0才9撮)・丹波村 (709石9斗2升1合9勺9才7撮)・蜂須賀村 (1098石4斗6升1合0勺6才0撮)・蜂須賀村 (1098石4斗6升1合0勺6才0撮)・勝幡村 (1233石0斗6升3合9勺6才5撮)・佐折村 (548石4斗4升2合0勺1才7撮)・古瀬村 (84石2斗2升3合0勺0才0撮)・引村 (20石6斗9升1合0勺0才0撮)・千引村 (262石9斗2升3合0勺0才4撮)・葉刈村 (539石2斗4升2合0勺0才4撮)・宇治村 (1655石4斗1升1合9勺8才7撮)・椿市村 (160石3斗8升0合0勺0才5撮)・下切村 (861石0斗8升6合9勺7才5撮)・大木村 (327石7斗3升7合0勺0才0撮)・光正寺村 (131石4斗8升5合0勺0才1撮)・蛭間村 (1234石8斗8升5合0勺1才0撮)・牧野村 (207石5斗9升8合9勺9才9撮)・寺野村 (547石8斗3升0合0勺1才7撮)・青塚村 (432石8斗3升9合9勺9才6撮)・北苅村 (667石6斗0升9合0勺0才9撮)・篠田村 (2352石2斗4升8合0勺4才7撮)・乙ノ子村 (570石6斗6升9合9勺8才3撮)・小橋方村 (282石2斗1升7合0勺1才0撮)・遠島村 (1286石6斗9升2合9勺9才3撮)・安松村 (1016石7斗1升0合0勺22撮)・大切戸新田 (14石9斗5升7合0勺0才0撮)・木折村 (567石0斗8升0合0勺1才7撮)・沖ノ島村 (1409石2斗8升5合0勺3才4撮)・西条村 (2102石8斗4升3合0勺1才8撮)・秋竹村 (350石1斗2升7合0勺1才4撮)・中島村 (145石2斗7升9合9勺9才9撮)・花常村 (934石2斗7升6合9勺7才8撮)・馬島村 (123石9斗1升0合0勺0才4撮)・三本木村 (665石9斗0升5合0勺2才9撮)・堀之内村 (523石3斗7升7合0勺1才4撮)・東条村 (280石2斗4升8合9勺9才3撮)・北間島村 (514石8斗2升7合0勺2才6撮)・本郷村 (336石2斗7升4合9勺9才4撮)・坂牧村 (771石4斗5升2合0勺2才6撮)・長牧村 (513石3斗4升9合9勺7才6撮)・下萱津村 (617石7斗6升5合9勺9才1撮)・中萱津村 (562石1斗4升3合9勺82才撮)・上萱津村 (965石9斗6升6合9勺8才0撮)・八ツ屋村 (379石4斗0升4合9勺9才9撮)・鎌須賀村 (118石0斗2升1合0勺0才4撮)・万場村 (1022石2斗0升0合0勺1才2撮)・砂子村 (1096石1斗1升2合0勺6才1撮)・千音寺村 (1796石1斗8升3合9勺60才撮)・松下村　369石4斗8升7合0勺0才0撮)・服部村 (395石2斗5升6合9勺8才9撮)・長須賀村 (430石8斗2升9合0勺1才0撮)・助光村 (445石2斗1升3合0勺1才3撮)・伏屋村　861石5斗2升1合9勺7才3撮)・榎津村 (711石2斗9升9合0勺1才1撮)・福田新田　2747石6斗2升6合95才3撮)・福田前新田 (116石9斗7升3合0勺0才0撮)・茶屋新田 (1770石8斗0升5合0勺5才4撮)・七島新田 (82石3斗0升2合0勺0才2撮)・茶屋後新田 (1196石8斗4升8合9勺9才9撮)・包里村　376石0斗9升2合9勺8才7撮)・富永村 (703石3斗9升0合9勺9才1撮)・戸田村 (2684石3斗9升9合9勺0才2撮)・春田村 (850石9斗6升0合0勺2才2撮)・新家村　529石2斗1升9合9勺7才1撮)・藤高新田 (494石8斗5升6合9勺9才5撮)・藤高前新田 (438石5斗3升5合0勺0才4撮)・前田村 (493石3斗7升6合0勺0才7撮)・江松村 (87石0斗9升8合9勺9才9撮)・供米田村 (436石1斗8升7合0勺1才2撮)・桂村 (894石2斗4升4合9勺9才5撮)・下田村 (1125石1斗0升8合0勺3才2撮)・莪原村 (1337石6斗0升8合0勺3才2撮)・大坪村 (582石9斗1升9合9勺8才3撮)・南神守村 (1335石6斗2升6合9勺5才3撮)・北神守村 (697石8斗7升7合0勺1才4撮)・越津村 (1079石8斗4升7合0勺4才6撮)・牛田村 (503石3斗0升6合0勺0才0撮)・諸桑村 (739石4斗1升1合0勺1才1撮)・古川村 (496石6斗6升5合0勺0才9撮)・南河田村 (333石6斗8升7合0勺1才2撮)・北河田村 (312石4斗4升6合9勺9才1撮)・小津村 (379石5斗2升2合0勺0才3撮)・諏訪村 (231石2斗3升5合9勺9才2撮)・根高村 (172石1斗9升0合0勺0才2撮)・見越村 (313石3斗4升2合0勺1才0撮)・又吉新田 (87石7斗3升7合9勺9才9撮)・津島村 (8694石3斗9升4合5勺3才1撮)・杁先新田村 (50石3斗7升4合0勺0才1撮)・日光埋田外新田 (16石6斗1升5合9勺9才9撮)・柚木村 (366石7斗6升0合0勺1才0撮)・内佐屋村 (401石9斗8升5合9勺9才2撮)・佐屋村 (116石4斗9升2合9勺9才6撮)・依田村 (122石4斗9升4合0勺0才3撮)・須賀村 (951石1斗6升6合9勺9才2撮)・北一色村 (672石1斗5升1合9勺7才8撮)・落合村 (858石4斗8升7合0勺0才0撮)・落合新田 (159石0斗4升2合0勺0才7撮)・唐臼村 (1308石0斗3升1合0勺0才6撮)・日置村 (1506石1斗3升1合9勺5才8撮)・稲葉村 (1601石5斗5升8合9勺6才0撮)・甘村井村 (354石8斗0升9合9勺9才8撮)・中一色村 (1520石0斗1升0合0勺1才0撮)・鹿伏兎村 (1650石3斗7升5合9勺7才7撮)・日光新田 (477石4斗0升1合0勺0才1撮)・半右衛門新田 (130石0斗5升6合0勺0才0撮)・頭長村 (76石3斗3升8合9勺9才7撮)・犬井村 (2748石2斗4升9合0勺2才3撮)・大野新田 (463石3斗1升2合9勺8才8撮)・善太新田 (1663石2斗4升5合9勺7才2撮)・鰯江新田 (129石5斗3升3合9勺9才7撮)・蟹江新田 (1825石4斗5升1合0勺5才0撮)・西ノ森村 (1248石2斗8升5合0勺3才4撮)・百町村 (1465石3斗4升4合97才1撮)・百島村 (787石5斗3升1合9勺8才2撮)・白浜村 (839石9斗2升4合9勺8才8撮)・高台寺村 (541石3斗5升4合9勺8才0撮)・神尾村 (773石9斗9升2合0勺0才4撮)・金柳村 (406石2斗2升6合0勺1才3撮)・鯰橋村 (385石5斗7升0合0勺0才7撮)・小家村 (657石4斗7升1合9勺8才5撮)・川部村 (1333石5斗1升9合0勺4才3撮)・伊麦村 (1603石9斗3升8合9勺6才5撮)・下ノ森村 (626石4斗6升1合9勺7才5撮)・徳実村 (317石9斗8升4合9勺8才5撮)・徳実村 (317石9斗8升4合98才5撮)・須成村 (2141石7斗3升5合1勺0才7撮)・今村 (1149石7斗4升8合0勺4才7撮)・蟹江新町村 (174石7斗8升7合0勺0才3撮)・蟹江本町村　2011石3斗3合3升0勺0才8撮)・鍋蓋新田 (370石6斗6升0合0勺0才4撮)・津島町方新田 (1242石9斗4升7合9勺9才8撮)・津島草平新田 (654石4斗9升4合9勺9才5撮)・西川端新田 (890石3斗5升1合9勺9才0撮)・淵高新田 (590石0斗8升6合9勺7才5撮)・大野山新田 (484石0斗6升3合9勺9才5撮)・鷹場新田 (190石9斗9升8合0勺0才1撮)		
- - 海西郡のうち - 98村

西保村 (435石9斗1升5合0勺3才9撮)・東保村 (836石9斗7升6合0勺1才3撮)・東条村 (719石5斗7升3合9勺7才5撮)・西条村 (1208石3斗0升7合0勺0才7撮)・本部田村 (606石1斗0升6合9勺9才5撮)・佐古木新田 (72石0斗4升7合9勺9才7撮)・又八新田 (116石3斗9升8合0勺0才3撮)・荷ノ上村 (709石1斗9升2合9勺9才3撮)・五ノ三村 (348石4斗8升3合0勺0才2撮)・鯏浦村 (1857石0斗8升7合0勺3才6撮)・鎌倉新田 (222石3斗1升1合0勺0才5撮)・坂中地新田 (280石7斗6升0合9勺8才6撮)・鮫ヶ地新田 (299石3斗4升6合9勺8才5撮)・馬ヶ地新田 (389石3斗7升3合9勺9才3撮)・上押萩新田 (108石7斗8升3合9勺9才7撮)・下押萩新田　43石5斗5升7合9勺9才9撮)・竹田新田 (450石3斗0升9合9勺9才8撮)・子宝新田 (202石8斗4升3合0勺0才2撮)・西蜆新田 (266石3斗4升3合9勺9才4撮)・東蜆新田 (174石6斗0升4合0勺0才4撮)・亀ヶ地新田 (68石5斗8升4合0勺0才0撮)・海屋新田 (100石9斗9升2合9勺9才6撮)・海屋新田 (19石9斗8升1合0勺0才1撮)・四郎兵衛新田 (198石4斗1升9合0勺0才6撮)・神戸新田 (535石5斗3升0合0勺2才9撮)・大宝新田 (669石2斗6升8合9勺8才2撮)・鳥ヶ地新田 (610石9斗7升6合9勺9才0撮)・平島新田 (535石2斗1升0合0勺2才2撮)・前ヶ須新田 (374石0斗2升9合9勺9才9撮)・中山新田 (23石9斗6升1合0勺0才0撮)・与蔵山午新田　25石9斗9升0合0勺0才0撮)・中河原午新田 (82石7斗1升7合0勺0才3撮)・森津新田 (507石8斗9升9合9勺9才4撮)・芝井新田 (410石0斗7升4合0勺0才5撮)・鎌島新田 (443石1斗1升9合9勺9才5撮)・島名新田 (14石8斗8升9合0勺0才0撮)・松名新田 (265石4斗8升5合9勺9才2撮)・寛延新田　171石8斗3升9合0勺0才5撮)・稲元新田[大野綿尾新田] (481石5斗5升2合0勺0才2撮)・狐地新田 (367石8斗5升2合9勺9才7撮)・稲荷新田 (289石0斗3升6合9勺7撮)・稲吉新田 (51石6斗1升9合9勺9才9撮)・稲狐新田 (148石2斗2升7合9勺9才7撮)・三稲新田 (215石1斗7升3合9勺9才6撮)・六条新田 (1430石8斗8升1合9勺5才8撮)・領内草平新田 (325石4斗8合9升9勺9才0撮)・東川村 (1041石3斗8升7合9勺9撮1041.387939)・鵜多須村 (1033石3斗3升1合0勺5才5撮)・二子村 (1000石2斗1升0合9勺9才9撮)・川北村 (372石0斗0合9升0勺0才3撮)・藤ヶ瀬村 (441石8斗9合0升9勺9才1撮)・給父村 (167石8斗0升7合9勺9才9才撮)・江西村　228石7斗9升8合0勺0才4撮)・高畑村 (165石4斗5升7合0勺0才1撮)・松山中島村 (228石0斗3升3合9勺9才7撮)・下大牧村 (408石6斗7合8升9勺8才6撮)・元赤目村 (52石7斗6升8合0勺0才2撮)・古赤目村 (133石7斗8升7合9勺9才4撮)・立石村 (313石0斗3升2合0勺1才3撮)・赤目村 (727石4斗5升5合0勺1才7撮)・塩田村 (829石1斗1合7升9勺8才1撮)・早尾村 (2731石9斗7升9合9勺8才0撮)・下一色村 (392石4斗6升7合9勺8才7撮)・新右衛門新田 (291石1斗6升6合9勺9才2撮)・戸倉村 (464石6斗9合6升0勺1才4撮)・脇野新田 (150石2斗2升9合0勺0才4撮)・西一色村 (532石4斗7升1合0勺0才8撮)・笹塚村 (109石4斗1升7合0勺0才0撮)・高田村 (127石2斗9升4合9勺9才8撮)・宮路村 (472石4斗2合4升9勺8才8撮)・石田村 (753石8斗5升4合9勺8才0撮)・雀ヶ森村 (559石2斗2升1合0勺0才8撮)・鶉山午新田 (164石9斗0升1合9勺9才3撮)・小茂井村 (1189石3斗3升3合0勺0才8撮)・山路村 (892石0斗5合4升9勺9才3撮)・上古川村 (286石0斗1升3合0勺0才0撮)・下古川村 (191石9斗8升8合0勺0才7撮)・大森村 (658石7斗6升0合0勺1才0撮)・又右衛門新田 (96石1斗1升3合9勺9才8撮)・船頭平村 (550石2斗7升3合0勺1才0撮)・松田村 (964石3斗3升3合9勺8才4撮)・福原新田 (109石6斗9升4合0勺0才0撮)・富安村 (319石6斗0升5合0勺1才1撮)・鯉ヶ平村 (60石4斗0升3合9勺9才9撮)・小家村 (564石6斗0升6合9勺9才5撮)・田尻村 (260石3斗0升6合0勺0才0撮)・北条村 (382石9斗0升7合9勺9才0撮)・下立田村 (556石8斗2升0合9勺8才4撮)・上立田村 (719石1斗9升0合0勺0才2撮)・梶島新田 (16石9斗5升8合0勺0才0撮)・和田村　 (343石8斗3升9合9勺9才6撮)・外大成村 (620石9斗6升3合0勺1才3撮)・内大成村 (91石0斗7升1合9勺9才9撮)・後江村 (194石0斗6升7合9勺9才3撮)・二老村 (488石0斗0升1合0勺0才7撮)・葛木村 (1408石2斗1升7合0勺4才1撮)・町野村 (312石1斗0升5合0勺1才1撮)			
- - 知多郡のうち - 147村

有松村 (32石4斗2升8合0勺0才1撮)・大高村 (3713石6斗9升7合9勺9才8撮)・込高新田 (242石3斗9升3合0勺0才5撮)・富田村 (745石2斗9升3合0勺3才0撮)・姫島村 (982石1斗1升7合9勺8才1撮)・白沢村 (486石6斗2升5合0勺0才0撮)・草木村 (800石8斗1升4合0勺2才6撮)・坂部村 (443石7斗5升9合0勺0才3撮)・卯之山村 (675石7斗1升0合9勺9才9撮)・稗之宮村 (461石4斗1升9合0勺0才6撮)・椋原村 (164石3斗9升9合9勺9才4撮)・矢口村 (258石2斗7升8合0勺15撮)・高岡村 (379石7斗7升8合9勺9才2撮)・角岡村 (163石2斗2升7合9勺97撮)・大古根村 (691石0斗3升6合9勺8才7撮)・植村 (541石8斗0升2合9勺7才9撮)・岩滑村 (985石3斗1升2合01才2撮)・横松村 (283石0斗5升8合0勺1才4撮)・萩村 (286石2斗4升4合99才5撮)・宮津村 (689石5斗0升0合0勺0才0撮)・板山村 (371石8斗3升8合9勺8才9撮)・福住村 (489石4斗7升7合9勺9才7撮)・吉川村 (449石4斗8升9合0勺1才4撮)・半月村 (481石8斗6升4合9勺9才0撮)・猪伏村 (269石8斗6升4合9勺9才0撮)・長草村 (860石2斗1升1合9勺7才5撮)・木之山村 (278石1斗5升7合9勺9才0撮)・八ツ屋新田 (9石0斗2升9合0勺0才0撮)・追分村 (260石9斗9升2合0勺0才4撮)・追分新田 (100石2斗6升8合9勺97撮)・横根追分村　2石8斗8升6合0勺0才0撮)・伊右衛門新田 (54石5斗8升3合0勺0才0撮)・桶迫間村 (318石7斗9升9合9勺8才8撮)・落合村 (128石0斗4升8合9勺9才6撮)・東阿野村 (671石9斗1升1合0勺1才1撮)・大脇村 (804石6斗5升1合9勺7才8撮)・近崎村 (575石9斗2升9合0勺1才6撮)・北尾村 (704石3斗8升2合9勺9才6撮)・横根村 (1162石0斗9升9合9勺7才6撮)・大府村 (1335石8斗7升4合0勺23撮)・広恵新田 (154石5斗0升7合9勺9才6撮)・村木村 (1507石8斗0升0合0勺4才9撮)・緒川村 (1773石8斗7升合8升0勺5才2撮)・石浜村 (1116石4斗5升1合0勺5才0撮)・生路村 (523石5斗9升6合0勺0才8撮)・藤江村 (798石0斗9升0合0勺2才7撮)・有脇村 (551石5斗6升7合0勺1才7撮)・亀崎村 (26石1斗3升6合0勺0才0撮)・乙川村 (350石2斗0升4合0勺1才0撮)・半田村 (1512石7斗6升5合9勺9才1撮)・成岩村 (359石6斗5升8合9勺9才7撮)・長尾村 (1381石8斗0升0合0勺4才9撮)・大足村 (809石0斗9升8合0勺2才2撮)・東大高村 (589石2斗2升1合0勺0才8撮)・市原村 (283石4斗2升3合0勺0才4撮)・富貴村 (1189石2斗1升8合0勺1才8撮)・布土村 (1144石6斗9升6合0勺4才5撮)・時志村 (200石9斗9升6合9勺9才4撮)・北方村 (482石2斗2升0合0勺0才1撮)・河和村(1629石0斗6升6合0勺40撮)・古布村 (512石7斗1升1合9勺7才5撮)・浦戸村 (193石5斗8升0合0勺0才2撮)・矢梨村 (488石1斗9升2合9勺9才3撮)・切山村 (102石5斗4升2合9勺99撮)・乙方村 (517石8斗1升5合9勺7才9撮)・山田村 (345石8斗5升1合9勺9才0撮)・大井村 (864石9斗9升1合0勺2才8撮)・片名村 (557石7斗7升6合97才8撮)・須佐村 (1359石9斗3升0合0勺5才4撮)・中須村 (389石0斗7升5合0勺1才2撮)・師崎村 (225石6斗7升7合0勺02撮)・名和村 (1836石0斗7升8合9勺7才9撮)・加家村 (0石4斗2升5合0勺0才0撮)・寺中村 (296石0斗8升8合0勺1才3撮)・渡内村 (670石5斗1升3合9勺7才7撮)・平島村 (759石4斗6升6合0勺0才3撮)・清水村 (296石1斗5升2合0勺0才8撮)・木庭村 (306石1斗2升5合0勺0才0撮)・大里村 (1727石3斗7升8合0勺5才2撮)・横須賀村 (1745石7斗7升0合0勺2才0撮)・木田村 (520石5斗8升1合9勺7才0撮)・加木屋村 (1045石2斗3升2合0勺5才6撮)・藪村 (1426石9斗3升0合0勺5才4撮)・平井村 (1433石5斗8升7合0勺3才6撮)・中島村 (1315石4斗6升4合9勺6才6撮)・迫間村 (922石5斗2升0合0勺2才0撮)・堀之内村 (946石6斗2升4合0勺2才3撮)・朝倉村 (460石6斗8升4合9勺9才8撮)・佐布里村 (2002石5斗6升7合9勺9才3撮)・古見村 (1289石6斗6升1合9勺8才7撮)・岡田村 (1052石5斗6升7合0勺1才7撮)・森村 (1098石3斗2升2合0勺2才1撮)・鍛治屋村 (317石8斗9升5合9勺9才6撮)・松原村 (741石1斗0升合3升0勺2才7撮)・羽根村 (439石8斗3升9合9勺9才6撮)・北粕谷村 (929石1斗8升4合0勺2才1撮)・南粕谷村 (870石4斗8升7合9勺7才6撮)・大興寺村 (517石0斗6升4合0勺2才6撮)・矢田村 (890石7斗5升合2升0勺1才4撮)・久米村 (1243石8斗5升8合0勺3才2撮)・前山村 (842石7斗1升3合9勺8才9撮)・石瀬村 (151石9斗1升4合9勺9才3撮)・宮山村 (219石6斗1升7合0勺0才4撮)・大草村 (418石0斗0升合7升9勺9才6撮)・小倉村 (1157石5斗3升7合9勺6才4撮)・大野村 (364石8斗4升1合00才3撮)・鬼ヶ崎新田 (198石4斗7升7合9勺97撮)・西之口村 (779石7斗3升1合0勺1才8撮)・榎戸村 (446石9斗8升1合9勺9才5撮)・多屋村 (596石3斗4升6合9勺8才5撮)・北条村 (473石3斗1升6合9勺86撮)・瀬木村 (534石7斗9升4合9勺8才3撮)・常滑村 (966石1斗2升7合9勺9才1撮)・樽水村 (529石8斗9升8合9勺8才7撮)・西阿野村 (627石3斗0升4合9勺93撮)・熊野村 (606石5斗3升6合0勺1才1撮)・小場村 (524石7斗8升6合9勺8才7撮)・苅屋村 (569石9斗5升3合0勺0才3撮)・檜原村 (310石2斗5升3合9勺9才8撮)・大谷村 (738石7斗2升3合0勺2才2撮)・小鈴ヶ谷村 (273石5斗8升3合0勺0才8撮)・広目村 (189石0斗9升8合9勺9才9撮)・坂井村 (741石7斗8升3合9勺9才7撮)・上野間村 (1005石7斗6升7合0勺2才9撮)・北奥田村 (1403石4斗6升5合9勺4才2撮)・南奥田村 (1366石7斗4升5合9勺7才2撮)・柿並村 (945石7斗4升1合0勺2才8撮)・一色村 (38石4斗0升8合0勺0才1撮)・細目村 (334石9斗5升7合0勺0才1撮)・小野浦村 (217石4斗6升0合9勺9才9撮)・岡部村 (288石0斗4升0合0勺0才9撮)・中之郷村 (471石0斗5升4合9勺9才3撮)・北脇村 (425石7斗9升9合0勺1才1撮)・馬場村 (463石4斗4升1合0勺1才0撮)・西端村 (6石7斗7升0合0勺0才0撮)・東端村 (195石5斗6升7合9勺9才3撮)・利屋村 (259石1斗2升8合9勺9才8撮)・名切村 (247石4斗0升1合9勺9才3撮)・楠村 (305石6斗3升5合0勺1才0撮)・吹越村 (4石6斗4升5合0勺0才0撮)・内福寺村 (446石4斗9升7合0勺0才9撮)・岩屋寺村 (105石0斗0升5合9勺9才7撮)・久村 (870石6斗1合2斗9勺7才6撮)・大泊村 (165石4斗0升8合0勺0才5撮)・篠島村 (135石4斗1升9合0勺0才6撮)・日間賀島村 (93石7斗5升0合0勺0才0撮)
- 三河国
  - 加茂郡のうち - 20村

下渡合村 (135石8斗4升1合0勺0才3撮)・西大見村 (213石5斗0升7合0勺0才4撮)・森村 (278石4斗7升3合9勺9才9撮)・渋川村 (344石0斗8升2合0勺0才1撮)・平井村 (534石3斗8升0合0勺0才5撮)・牛野村 (383石0斗2升6合0勺0才1撮)・東山室村 (136石5斗3升3合9勺9才7撮)・御立村 (441石0斗8升2合0勺0才1撮)・矢並村 (269石3斗6升4合0勺1才4撮)・池田村 (204石7斗7升9合0勺0才7撮)・岩滝村 (188石9斗4升0合0勺0才2撮)・市木村 (452石3斗2升5合0勺1才2撮)・寺部村 (1232石9斗0升1合9勺7才8撮)・寺谷下村 (143石4斗1升0合0勺0才4撮)・手呂村 (74石0斗4升7合9勺9才7撮)・下鷹見村 (90石2斗6升7合9勺9才8撮)・上鷹見村 (167石6斗2升3合9勺9才3撮)・成合村 (109石8斗5升0合9勺9才8撮)・小呂村 (82石4斗4升0合0勺0才2撮)・千鳥村 (96石7斗3升2合0勺0才2撮)		
- 美濃国
  - 厚見郡のうち - 12村（うち萱場村、古津村、芋島村、中島村が笠松県に編入）

萱場村 (41石7斗1升6合0勺0才0撮)・今泉村 (1030石8斗1升0合0勺5才9撮)・小熊村 (148石6斗0升0合0勺0才6撮)・忠節村 (177石8斗6升5合9勺9才7撮)・明屋敷村 (25石5斗6升5合0勺0才1撮)・池之上村 (147石5斗0升0合0勺0才0撮)・早田村 (1079石4斗1升0合0勺3才4撮)・古津村 (136石1斗2升8合9勺9才8撮)・芋島村 (326石9斗1升0合0勺0才4撮)・中島村 (290石1斗5升3合0勺1才5撮)・古屋敷新田 (52石1斗9升3合0勺0才0撮)・中川原新田 (45石1斗5升9合0勺0才0撮)		
- - 各務郡のうち - 6村

前野村 (173石2斗7升0合0勺0才4撮)・鵜沼村 (3206石6斗4升5合0勺2才0撮)・柿沢村 (72石0斗0升0合0勺0才0撮)・野村 (71石4斗6升8合0勺0才2撮)・飛鳥村 (129石4斗1升0合0勺0才4撮)・小網村 (1石5斗9升5合0勺0才0撮)		
- - 羽栗郡のうち - 27村（うち市場村と小荒井村が笠松県に編入、島村が同県と相給となる）

不破一色村 (13石8斗8升0合0勺0才0撮)・徳田村 (423石8斗3升9合9勺9才6撮)・竹ヶ鼻村 (950石9斗2升4合9勺8才8撮)・円城寺村 (839石8斗5升6合0勺1才8撮)・西小熊村 (664石2斗1升9合9勺7才1撮)・川口村 (168石1斗9升0合0勺0才2撮)・直道村 (574石0斗0升7合0勺1才9撮)・天王森村 (125石9斗1升0合0勺0才4撮)・浅平村 (247石9斗6升0合0勺0才7撮)・平方村 (537石3斗4升0合0勺2才7撮)・南ノ川村 (207石0斗7升0合0勺07撮)・北宿村 (228石2斗4升4合9勺9才5撮)・加納村 (120石5斗1升9合9勺9才7撮)・三宅村 (500石7斗6升9合9勺8才9撮)・野中村 (261石6斗5升4合9勺9才9撮)・薬師寺村 (220石6斗0升0合0勺0才6撮)・南宿村 (871石2斗9升9合9勺8才8撮)・栗木村 (132石0斗0升0合0勺0才0撮)・伏屋村 (19石4斗0升0合0勺00撮)・本郷村 (499石7斗0升0合0勺1才2撮)・間島村 (239石8斗0升0合0勺0才3撮)・坂井村 (119石3斗7升6合9勺9才9撮)・柳津村 (724石4斗3升4合9勺98撮)・市場村 (92石6斗3升9合9勺9才9撮)・小荒井村 (392石1斗4升9合9勺9才4撮)・島村 (330石3斗2升9合9勺8才7撮)・東小熊村 (773石4斗2升2合9勺74撮)		
- - 中島郡のうち - 15村（うち大浦村、駒塚村、石田村、大須村、八神村、城屋敷村が笠松県に編入）

長間村 (22石6斗5升5合0勺0才1撮)・大浦村 (298石2斗0升9合0勺1才5撮)・東加賀野井村 (50石1斗1升2合9勺9才9撮)・飯柄村 (442石4斗2升0合0勺1才3撮)・舟橋村 (520石5斗2升0合0勺2才0撮)・狐穴村 (693石1斗6升9合0勺0才6撮)・駒塚村 (294石8斗5升0合0勺0才6撮)・石田村 (700石0斗0升0合0勺0才0撮)・大須村 (650石0斗0升0合0勺0才0撮)・神村 (978石3斗0升1合0勺2才5撮)・拾町野村 (221石6斗9升9合0勺0才5撮)・三拾町野村 (150石0斗0升0合0勺0才0撮)・馬飼村 (250石0斗0升0合0勺0才0撮)・川東村 (50石0斗0升0合0勺0才0撮)・城屋敷村 (162石7斗0升1合9勺9才6撮)		
- - 石津郡のうち - 10村（うち万寿新田、福江村、一ノ瀬村が笠松県に編入）

万寿新田 (51石5斗9升9合9勺9才8撮)・五町村 (14石7斗3升0合0勺0才0撮)・柳湊村 (52石0斗0升0合0勺0才0撮)・鍛冶屋村 (100石0斗0升0合0勺0才0撮)・小山瀬村 (30石7斗9升9合9勺9才9撮)・小山瀬村 (7石2斗0升0合0勺0才0撮)・福島村 (83石8斗0升0合0勺0才3撮)・福江村 (435石2斗8升6合9勺8才7撮)・一之瀬村 (292石5斗4升9合9勺8才8撮)・馬飼村 (0石0斗0升0合0勺0才0撮)(旧藩調漏)	
- - 多芸郡のうち - 5村（うち飯田村が笠松県と相給となる）

蛇持村 (423石4斗2升4合9勺8才8撮)・横曾根村 (721石0斗4升7合9勺7才4撮)・江月村 (731石9斗8升7合9勺7才6撮)・飯田村 (874石2斗6升5合0勺1才5撮)・下笠村新田 (0石0斗0升0合0勺0才0撮)(旧藩調漏)		
- - 不破郡のうち - 8村

府中村 (349石9斗1升5合0勺0才9撮)・伊吹村 (777石2斗7升6合9勺7才8撮)・拾六村 (120石3斗3升9合9勺9才6撮)・敷原村 (131石4斗1升0合0勺0才4撮)・大石村 (60石8斗1升0合0勺0才1撮)・榎戸村 (242石4斗6升0合0勺0才7撮)・笠毛村 (263石6斗7升0合0勺1才3撮)・新井村 (31石3斗3升6合0勺0才0撮)		
- - 安八郡のうち - 24村（うち勝村、附寄村が笠松県に編入）

勝村 (11石6斗3升0合0勺0才0撮)・下宿村 (144石2斗6升6合9勺9才8撮)・森部村 (837石3斗4升9合9勺7才6撮)・墨俣村 (692石8斗4升8合0勺2才2撮)・西之橋村 (288石3斗9升9合9勺9才4撮)・海松村 (245石0斗0升0合0勺0才0撮)・大吉新田 (1038石2斗5升3合0勺5才2撮)・二ツ木村 (152石9斗1升0合0勺0才4撮)・柿内村 (132石7斗5升9合9勺9才5撮)・西島村 (773石9斗8升7合9勺7才6撮)・高田村 (838石9斗6升8合0勺1才8撮)・大尻村 (116石8斗4升5合0勺0才1撮)・草道島村 (72石9斗4升3合0勺0才1撮)・大森村 (261石8斗3升9合9勺9才6撮)・神戸村 (896石9斗7升9合9勺8才0撮)・氷取村 (362石0斗0升0合0勺0才0撮)・成田村 (1057石6斗8升9合9勺4才1撮)・大明神村 (142石1斗7升5合0勺0才3撮)・北今ヶ淵村 (300石3斗7升7合9勺9才1撮)・大野村 (254石4斗7升0合0勺0才1撮)・南条村 (237石0斗0升9合9勺9才5撮)・落合村 (270石0斗0升0合0勺0才0撮)・斎田村 (323石0斗0升0合0勺0才0撮)・附寄村 (111石8斗9升6合0勺0才4撮)
- - 池田郡のうち - 7村（うち東野村、大門村、西横山村、溝尻村、片山村、岡村が笠松県に編入）

東野村 (192石8斗2升8合0勺0才3撮)・大門村 (57石9斗8升4合0勺0才1撮)・西横山村 (152石5斗4升4合9勺9才8撮)・溝尻村 (7石6斗6升5合0勺0才0撮)・片山村 (22石5斗0升0合9勺9才9撮)・岡村 (307石0斗7升5合0勺1才2撮)・山洞村 (215石7斗2升9合9勺9才6撮)		
- - 大野郡のうち - 10村（うち辻村、沢村、小衣斐村、下座倉村、東横山村、郡家村、乙原村、上岡島村、下岡島村が笠松県に編入）

西黒野村 (631石6斗3升0合0勺0才5撮)・辻村 (197石3斗9升9合9勺9才4撮)・沢村 (146石9斗0升6合0勺0才6撮)・小衣斐村 (398石0斗3升1合0勺0才6撮)・下座倉村 (220石9斗0升4合0勺0才7撮)・東横山村 (363石7斗2升0合0勺0才1撮)・郡家村 (156石9斗6升8合9勺9才4撮)・乙原村 (118石0斗1升1合0勺0才2撮)・上岡島村 (77石6斗7升7合0勺0才2撮)・下岡島村 (74石8斗2升0合0勺0才0撮)		
- - 本巣郡のうち - 5村（うち曾井中島村が笠松県に編入）

上橋本村 (365石6斗8升6合0勺0才5撮)・十七条村 (1006石0斗0升0合0勺0才0撮)・柳一色村 (280石7斗9升0合0勺0才9撮)・祖父江村 (674石5斗2升0合0勺2才0撮)・曾井中島村 (1614石3斗6升8合0勺4才2撮)		
- - 方県郡のうち - 7村（うち鷺山村、折立村、志段見村が笠松県に編入）

正木村 (75石5斗3升2合9勺9才7撮)・鷺山村 (380石9斗8升3合0勺0才2撮)・上福光村 (551石5斗5升4合0勺1才6撮)・中福光村 (205石3斗0升0合0勺0才3撮)・中福光村 (32石0斗0升0合0勺0才0撮)・真福寺村 (806石0斗0升0合0勺0才0撮)・折立村 (130石1斗3升9合9勺9才9撮)・志段見村 (20石9斗1升3合0勺0才0撮)	
- - 山県郡のうち - 4村（うち植野村、中屋村が笠松県に編入）

梅原村 (161石0斗3升3合0勺0才5撮)・長滝村 (310石0斗0升0合0勺0才0撮)・植野村 (195石9斗5升3合9勺9才5撮)・中屋村 (191石0斗1升1合0勺0才2撮)		
- - 武儀郡のうち - 115村

生櫛村 (113石0斗9升3合0勺0才2撮)・長瀬村 (159石8斗5升4合9勺9才6撮)・立花村 (143石5斗0升0合0勺0才0撮)・安毛村 (96石3斗0升6合9勺9才9撮)・須原村 (182石3斗9升9合9勺9才4撮)・片知村 (130石5斗2升0合0勺0才4撮)・神洞村 (74石7斗2升5合9勺9才8撮)・蕨生村 (147石0斗7升0合0勺0才7撮)・上野村 (129石6斗3升2合0勺0才4撮)・御手洗村 (201石1斗0升6合0勺0才3撮)・小倉村 (51石1斗3升6合0勺0才2撮)・乙狩村 (91石7斗8升9合0勺0才1撮)・小坂村 (23石6斗4升2合0勺0才0撮)・大野村 (45石0斗3升2合0勺0才1撮)・黒谷村 (44石1斗2升5合9勺9才9撮)・市場村 (106石1斗3升9合0勺0才0撮)・菅谷村 (144石6斗4升3合0勺0才5撮)・片村 (30石1斗9升3合0勺0才1撮)・通元寺村 (48石9斗6升5合0勺0才0撮)・栗原村 (52石2斗0升3合9勺9才9撮)・飛瀬村 (48石2斗1升5合0勺0才0撮)・尾倉村 (32石2斗9升4合9勺9才8撮)・高賀村 (22石6斗5升5合0勺0才1撮)・阿部村 (17石9斗5升1合0勺0才0撮)・高見村 (24石0斗9升6合0勺0才1撮)・小瀬見村 (8石1斗4升9合0勺0才0撮)・老洞村 (16石8斗6升1合0勺0才0撮)・松谷村 (21石0斗6升6合0勺0才0撮)・白谷村 (39石1斗0升9合0勺0才1撮)・加部村 (15石1斗2升7合0勺0才0撮)・門出村 (43石1斗8升2合9勺9才9撮)・岩本村 (25石0斗7升3合0勺0才0撮)・九蔵村 (7石3斗8升3合0勺0才0撮)・松場村 (4石5斗9升7合0勺0才0撮)・中切村 (15石8斗4升3合0勺0才0撮)・野口村 (9石3斗0升4合0勺0才0撮)・田口村 (12石9斗2升5合0勺00撮)・保木口村 (5石5斗6升3合0勺0才0撮)・杉原村 (10石6斗1升6合0勺0才0撮)・島口村 (3石0斗3升4合0勺0才0撮)・門原村 (7石7斗9升3合0勺00撮)・柿野村 (173石2斗0升1合0勺0才4撮)・出戸村 (68石6斗1升0合0勺0才1撮)・出戸村 (68石6斗1升0合0勺0才1撮)・相戸村 (41石1斗1升7合0勺0才1撮)・佐野村 (57石0斗4升4合9勺9才8撮)・日永村 (68石4斗1升2合0勺0才3撮)・舟越村 (38石5斗5升6合0勺0才0撮)・徳永村 (41石5斗9升8合9勺9才9撮)・小知野村 (257石5斗7升0合0勺0才7撮)・高野村 (325石0斗7升1合9勺9才1撮)・平村 (308石3斗0升3合9勺8才6撮)・神野村 (853石9斗0升9合9勺7才3撮)・西神野村 (397石7斗9升9合9勺8才8撮)・岩佐村 (566石3斗5升4合9勺8才0撮)・中洞村 (218石4斗8升5合0勺0才1撮)・谷口村 (507石7斗9升0合0勺0才9撮)・宇多院村 (365石7斗7升9合9勺9才9撮)・広見村 (561石3斗7升5合0勺0才0撮)・大矢田村 (1125石2斗4升1合9勺4才3撮)・小瀬村 (364石5斗7升0合00才7撮)・殿村 (156石8斗3升2合9勺93才撮)・西洞村 (121石7斗8升1合9勺9才8撮)・多羅木村 (52石9斗3升9合9勺9才9撮)・上野村 (225石0斗5升4合0勺0才1撮)・町村 (145石3斗0升2合0勺0才2撮)・轡野村 (59石9斗9升0合0勺02撮)・大門村 (67石0斗9升8合9勺9才9撮)・簗瀬村 (80石6斗6升0合0勺0才4撮)・若栗村 (148石4斗0升8合0勺0才5撮)・間吹村 (109石8斗7升4合0勺0才1撮)・多々羅村 (78石1斗3升8合0勺0才0撮)・拭井村 (162石8斗5升8合9勺9才4撮)・比根村 (99石2斗9升1合0勺0才0撮)・明ヶ島村 (63石7斗0升3合9勺9才9撮)・行合村 (79石9斗1升9合9勺9才8撮)・川合村 (123石9斗2升6合0勺0才3撮)・船山村 (132石3斗0升7合0勺0才7撮)・宮脇村 (192石0斗9升3合0勺0才2撮)・武儀倉村 (80石1斗5升2合0勺0才0撮)・鴈曾礼村 (44石0斗8升3合0勺0才0撮)・粟野村 (92石9斗5升5合0勺0才2撮)・祖父川村 (27石8斗2升5合0勺0才1撮)・町村 (113石8斗1升9合0勺0才0撮)・大洞村 (100石5斗3升3合9勺97才撮)・岩山崎村 (126石7斗5升1合9勺9才9撮)・鳥屋市村 (68石0斗1升0合0勺0才2撮)・前野村 (188石3斗3升9合9勺9才6撮)・大野村 (235石6斗9升0合0勺0才2撮)・松森村 (453石0斗7升9合9勺8才7撮)・下河和村 (140石6斗6升7合9勺9才9撮)・小野村 (525石8斗4升9合9勺7才6撮)・上有知村　621石7斗3升9合9勺9才0撮)・曾代村 (170石9斗7升9合9勺9才6撮)・保木脇村 (227石0斗2升0合0勺0才4撮)・上河和村 (119石4斗7升2合0勺0才0撮)・間見村 (102石6斗0升7合0勺0才2撮)・大橋村 (152石2斗0升5合9勺9才4撮)・大塚村 (89石6斗7升9合0勺0才1撮)・寺洞村 (165石0斗2升0合0勺0才4撮)・中切村 (284石5斗4升9合9勺8才8撮)・八日市村 (153石5斗0升0合0勺0才0撮)・奥田村 (131石0斗5升0合0勺0才3撮)・万場村 (150石7斗9升6合0勺0才5撮)・杉洞村 (188石3斗0升4合0勺0才1撮)・葉須村 (62石0斗5升7合9勺9才9撮)・上麻生村 (222石5斗5升0合0勺0才3撮)・金山村 (606石6斗4升3合0勺0才5撮)・広島村(106石9斗8升9合9勺9才8撮)・相模村 (36石7斗2合0升0勺0才1撮)・大利村 (95石5斗2合1升0勺0才4撮)・小川村 (88石6斗0合7升0勺0才2撮)・新津村 (74石5斗1升4合9勺9才9撮)・村君村 (53石6斗4升6合9勺9才9撮)・桐洞村 (388石2斗9升9合9勺8才8撮)・笹洞村 (217石3斗7升6合9勺9才9撮)		
- - 加茂郡のうち - 44村（うち大針村、大杉村が笠松県に編入）

大針村 (256石1斗1合9升9勺9才5撮)・大杉村 (62石0斗9合9升9勺9才8撮)・下飯田村 (263石2斗3合9升9勺9才0撮)・比久見村 (514石3斗4合9升9勺7才6撮)撮)・下麻生村 (303石6斗9合0升0勺0才2撮)・上吉田村 (212石9斗2合3升9勺9才6撮)・下吉田村 (193石3斗0合0升0勺0才3撮)・上古井村 (620石4斗6合0升0勺2才2撮)・野原村 (65石3斗8合5升0勺0才2撮)・田代山寺村 (63石7斗2合0升0勺0才1撮)・下古井村 (312石1斗4合3升0勺0才5撮)・川浦村 (190石3斗5合0升0勺0才6撮)・中之番村 (325石2斗8合6升0勺1才1撮)・金屋村 (190石6斗8合2升9勺9才9撮)・瑞畑村 (42石7斗2合3升9勺9才9撮)・野地原村 (35石9斗1合6升0勺0才0撮)・南坂村 (189石8斗0合2升0勺0才2撮)・西洞村 (181石3斗2合2升9勺9才8撮)・本地村 (244石4斗2合9升0勺0才1撮)・佐口村 (352石9斗1合4升0勺0才1撮)・加茂野村 (205石0斗0合0升0勺0才0撮)・稲辺村 (205石0斗0合0升0勺0才0撮)・川小牧村 (227石6斗3合9升9勺9才9撮)・上蜂屋村 (909石4斗1合4升9勺7才8撮)・中蜂屋村 (1102石0斗0合0升0勺0才0撮)・下蜂屋村 (680石0斗0合0升0勺0才0撮)・伊瀬村 (350石0斗0合0升0勺0才0撮)・伊深村 (81石1斗8合0升0勺0才0撮)・上飯田村 (374石9斗7合6升0勺1才3撮)・上牧野村 (214石5斗6合3升9勺9才5撮)・和知村 (1790石4斗8合8升0勺3才7撮)・野上村 (1223石2斗9合5升0勺4才4撮)・細目村 (800石2斗7合8升9勺9才2撮)・久田見村 (673石5斗9合3升9勺9才4撮)・勝山村 (230石7斗2合7升0勺0才5撮)・取組村 (205石7斗5合3升0勺0才6撮)・黒岩村 (711石0斗9合0升0勺2才7撮)・鷹ノ巣村 (353石6斗0合0升0勺0才6撮)・太田村 (1939石2斗2合9升9勺8才0撮)・坂倉村 (29石8斗2合0升9勺9才9撮)・深田村 (268石8斗6合9升9勺9才5撮)・今村 (307石1斗8合7升0勺1才2撮)・福島村 (350石9斗3合6升0勺0才5撮)・葛牧村 (84石5斗0合3升9勺9才8撮)		
- - 可児郡のうち - 55村（うち大森村、久々利村、伊岐津志村、比衣村、井尻村、中切村、宿村、美佐野村、谷村、綱木村、小和沢村、大久後村、佐渡村、原見村、我田村、酒井村、丸山村、平芝村が笠松県に編入、羽崎村が同県と相給となる）

瀬田村 (270石6斗2升7合0勺1才4撮)・石森村 (39石4斗5升8合0勺0才0撮)・中之郷村 (500石0斗0升0合0勺0才0撮)・錦織村 (275石0斗8升3合0勺0才8撮)・兼山村 (149石9斗3升8合0勺0才4撮)・土田村 (1491石0斗2升6合0勺0才1撮)・御嶽村 (1070石4斗3升9合9勺4才1撮)・中村 (1624石0斗3升0合0勺2才9撮)・伏見村 (629石6斗5升8合0勺2才0撮)・廿原村 (127石9斗3升5合9勺9才7撮)・小木村 (33石2斗8升0合9勺9才8撮)・三之倉村 (87石7斗7升8合0勺0才0撮)・名荷村 (295石8斗3升4合0勺1才5撮)・菅苅村 (545石2斗4升1合0勺2才8撮)・中切村 (584石0斗3升9合9勺7才8撮)・池田町屋村 (751石0斗0升5合0勺0才5撮)・古瀬村 (341石1斗8升7合9勺8才8撮)・石原村 (178石0斗5升9合0勺0才6撮)・善師野村 (59石1斗1升2合9勺99撮)・川合村 (168石8斗0升0合0勺0才3撮)・送り木村 (205石3斗0升0合0勺0才3撮)・谷迫間村 (115石1斗8升3合9勺9才8撮)・谷戸村 (110石8斗3升5合9勺9才9撮)・大森村 (848石7斗8升0合0勺2才9撮)・羽崎村 (1349石8斗3升9合9勺6才6撮)・久々利村 (1370石1斗3升0合0勺0才5撮)・伊岐津志村 (716石1斗7升9合9勺9才3撮)・比衣村 (469石1斗0升0合0勺06撮)・井尻村 (440石5斗6升2合0勺1才2撮)・中切村 (497石6斗3升5合9勺8才6撮)・宿村 (224石7斗5升3合0勺0才6撮)・美佐野村 (202石4斗7升9合9勺9才6撮)・次月村 (51石6斗3升2合9勺9才9撮)・津橋村 (253石1斗0升0合0勺0才6撮)・謡坂村 (111石3斗6升3合9勺9才8撮)・小原村 (128石3斗3升0合9勺9才4撮)・樋ヶ洞村 (26石3斗2升3合0勺0才0撮)・林垣外村(34石4斗2升2合0勺0才1撮)・谷村 (101石2斗3升9合9勺9才8撮)・綱木村 (66石2斗2合3升0勺0才0撮)・小和沢村 (56石6斗9升5合0勺0才0撮)・大久後村 (50石6斗1升9合9勺9才9撮)・西洞村 (43石5斗3升4合0勺0才0撮)・前沢村 (122石1斗1升3合9勺9才8撮)・顔戸村 (474石4斗6合2升0勺0才6撮)・平貝戸村 (256石2斗8升2合0勺1才3撮)・柿田村 (297石7斗0升7合0勺0才1撮)・東柿田村 (304石7斗0升9合9勺91撮)・石井村 (164石3斗6升0合0勺0才1撮)・佐渡村 (200石0斗0升0合0勺0才0撮)・原見村 (110石0斗0升0合0勺0才0撮)・我田村 (96石0斗0升0合0勺0才0撮)・酒井村 (60石0斗0升0合0勺0才1撮)・丸山村 (114石0斗0升0合0勺0才0撮)・平芝村 (14石2斗6升9合0勺0才0撮)
- - 土岐郡のうち - 15村（うち本郷村、白倉村、細久手村、深沢村、田高戸村、志月村、一日市場村、大湫村が笠松県に編入）

本郷村 (278石3斗4升3合9勺9才4撮)・白倉村 (315石9斗7升3合9勺9才9撮)・細久手村 (0石0斗0升0合0勺0才0撮)(大繩場無高)・南垣外村 (311石2斗9升9合0勺1才1撮)・宿村 (107石5斗1升7合9勺9才8撮)・宿洞村 (103石5斗0升0合0勺0才0撮)・北野村 (56石6斗0升2合0勺0才1撮)・平岩村 (68石7斗1升7合0勺0才3撮)・深沢村 (202石4斗4升2合0勺0才1撮)・田高戸村 (15石3斗2升2合0勺0才0撮)・松野村 (6石6斗6升2合0勺0才0撮)・志月村 (6石4斗7升0合0勺0才0撮)・半原村 (181石0斗0升0合0勺0才0撮)・一日市場村 (50石2斗0升0合0勺0才1撮)・大湫村 (109石8斗2升0合0勺0才0撮)			
- - 恵那郡のうち - 12村（駒場村、手賀野村、中津川村、落合村が笠松県に編入、正家村、茄子川村、千旦林村が同県と相給となる）

川上村 (180石0斗0升0合0勺0才0撮)・付知村 (284石0斗7升9合9勺8才7撮)・正家村 (873石2斗7升0合0勺2才0撮)・茄子川村 (1092石5斗9升9合9勺7才6撮)・千旦林村 (552石6斗1升9合9勺9才5撮)・駒場村 (772石0斗0升0合0勺0才0撮)・手賀野村 (446石5斗4升0合0勺0才9撮)・中津川村 (1334石6斗3升0合0勺0才5撮)・落合村 (480石4斗1升0合0勺0才4撮)・大井村 (546石9斗8升4合9勺8才5撮)・加子母村 (1089石0斗5升0合0勺4才9撮)・馬場山田村 (385石1斗4升0合9勺9才1撮)	
- 信濃国
  - 筑摩郡のうち - 32村

湯船沢村 (48町5反9畝04歩)・馬篭村 (53町3反8畝23歩)・山口村 (75町7反2畝23歩)・田立村 (67町9反3畝25歩)・妻篭村 (48町0反2畝19歩)・蘭村 (30町3反9畝03歩)・三留野村 (62町4反9畝13歩)・柿其村 (16町3反1畝15歩)・与川村 (28町3反8畝14歩)・野尻村 (64町0反2畝14歩)・長野村 (67町8反5畝04歩)・殿村 (44町3反1畝10歩)・須原村 (35町8反5畝03歩)・荻原村 (74町8反4畝25歩)・上松村 (141町6反5畝08歩)・福島村 (67町7反0畝01歩・岩郷村 (73町3反0畝15歩・三尾村 (65町6反3畝04歩)・黒沢村 (173町9反2畝17歩)・王滝村 (119町8反2畝26歩)・西野村 (255町0反3畝00歩・西野村 (255町0反3畝00歩)・西野村 (255町0反3畝00歩)・西野村 (255町0反3畝00歩)・西野村 (255町0反3畝00歩)・西野村 (255町0反3畝00歩)・西野村 (255町0反3畝00歩)・西野村 (255町0反3畝00歩)・西野村 (255町0反3畝00歩)・末川村 (200町3反2畝27歩)・黒川村 (84町4反1畝22歩)・上田村 (110町3反6畝09歩)・原野村 (96町7反4畝09歩)・宮越村 (115町8反4畝07歩)・菅村 (78町0反2畝00歩)・藪原村 (197町2反4畝11歩)・荻曾村 (110町8反1畝27歩)・奈川村 (193町2反4畝08歩)・奈良井村 (71町2反1畝00歩)・贄川村 (80町5反8畝26歩)		
- 近江国
  - 蒲生郡のうち - 7村

西川村 (487石7斗9升9合9勺8才8撮)・岡屋村 (608石3斗5升9合9勺8才5撮)・中村 (388石2斗6升0合0勺1才0撮)・山之上村 (2123石9斗3升9合9勺4才1撮)・山本村 (178石1斗1升2合1勺5才2撮)・上野田村 (321石2斗3升0合0勺1才1撮)・鳥居平村 (227石8斗2升6合9勺9才6撮)		
- 伊勢国
  - 員弁郡のうち - 43村 (元桑名藩領尾張藩取締）元は桑名藩領であったが、尾張藩取締所を経て度会県に編入された。

石榑北村〔明治4年・石榑北山村 (306石2斗1升0合9勺9才9撮〕・丹生川久保村 (200石0斗0升0合0勺0才0撮)・丹生川中村 (871石9斗2升4合0勺1才1撮)・丹生川上村 (814石4斗7升9合9勺8才0撮)・丹生川下村 (707石4斗8升2合9勺7才1撮)・阿下喜村 (1567石2斗9升7合9勺7才4撮)・瀬木村 (155石4斗9升4合9勺9才5撮)・下相場村 (219石5斗7升4合9勺9才7撮)・川合村 (348石9斗4升6合9勺9才1撮)・日内村 (411石4斗1升9合0勺0才6撮)・長尾村 (228石2斗2升7合9勺9才7撮)・上相場村 (439石8斗3升4合9勺9才1撮)・上ノ山田村 (210石4斗2升7合0勺0才2撮)・清司原村下組 (168石2斗2升7合0勺0才5撮)・清司原村上組 (118石1斗2升8合9勺9才8撮)・深尾村 (73石7斗2升8合9勺9才6撮)・川原村 (481石3斗8升8合0勺0才0撮)・千司久連新田 (68石4斗9合5升0勺0才3撮)・二ノ瀬村 (276石7斗7升3合0勺1才0撮)・小原一色 (161石7斗9升4合9勺9才8撮)・田辺村(579石3斗2升7合0勺2才6撮)・塩崎村 (222石6斗1升5合9勺9才7撮)・畑毛村 (281石8斗1升3合9勺9才5撮)・向平村 (196石1斗2升8合9勺9才8撮)・下平村 (477石4斗8升9合9勺9才0撮)・飯倉村 (145石5斗6升7合9勺9才3撮)・西貝野村 (435石4斗3升4合9勺9才8撮)・東貝野村 (475石5斗3升5合0勺0才4撮)・皷村 (231石1斗6升4合9勺9才3撮)・北中津原村 (567石2斗9升9合0勺1才1撮)・東禅寺村 (644石9斗6升3合9勺8才9撮)・新町新田 (36石1斗2升7合9勺9才8撮)・石川村 (441石4斗5升9合9勺9才1撮)・下野尻村 (458石5斗0升2合9勺9才1撮)・西野尻村 (462石4斗9升6合0勺0才2撮)・市場村 (459石3斗1升3合9勺9才5撮)・志礼石新田 (48石3斗5升6合9勺9才8撮)・本郷村 (793石8斗9升0合9勺9才1撮)・大貝戸村 (480石6斗5升7合0勺1才3撮)・坂本村 (615石5斗2升0合0勺2才0撮)・山口村 (665石1斗9升8合9勺7才5撮)・篠立村 (503石0斗0升5合0勺0才5撮)・古田村 (528石2斗8升6合9勺8才7撮)
- - 三重郡のうち - 8村（元桑名藩領尾張藩取締）元桑名藩領であったが、尾張藩取締所を経て度会県に編入された。

本郷村 (1066石3斗1升0合0勺5才9撮)・南川村 (1021石6斗4升0合0勺1才5撮)・南五味塚村 (444石7斗5升1合0勺0才7撮)・北五味塚村 (967石3斗3升5合9勺9才9撮)・吉崎新田 (175石4斗4升2合9勺9才3撮)・北一色村 (487石1斗3升0合0勺0才5撮)・小倉村 (1014石1斗9升7合9勺9才8撮)・吉崎附新田 (25石1斗9升5合0勺0才0撮)		
明治維新後に、美濃国中島郡2村（八神城主・毛利源内預所の旧幕府領）、北見国網走郡、斜里郡が加わった。